# Rin medio

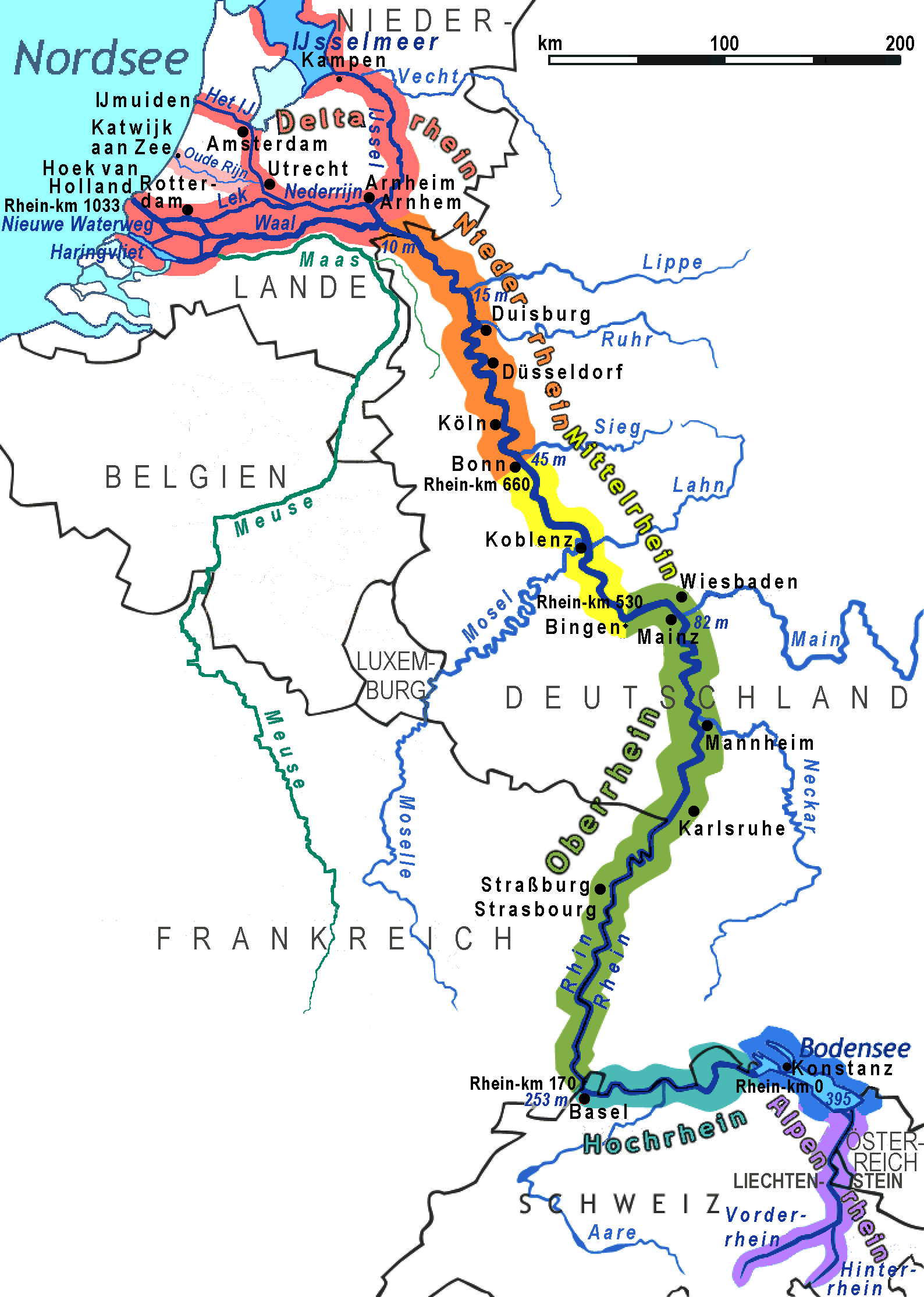
Mapa del Rin que muestra las cuatro partes con el Rin medio en amarillo.

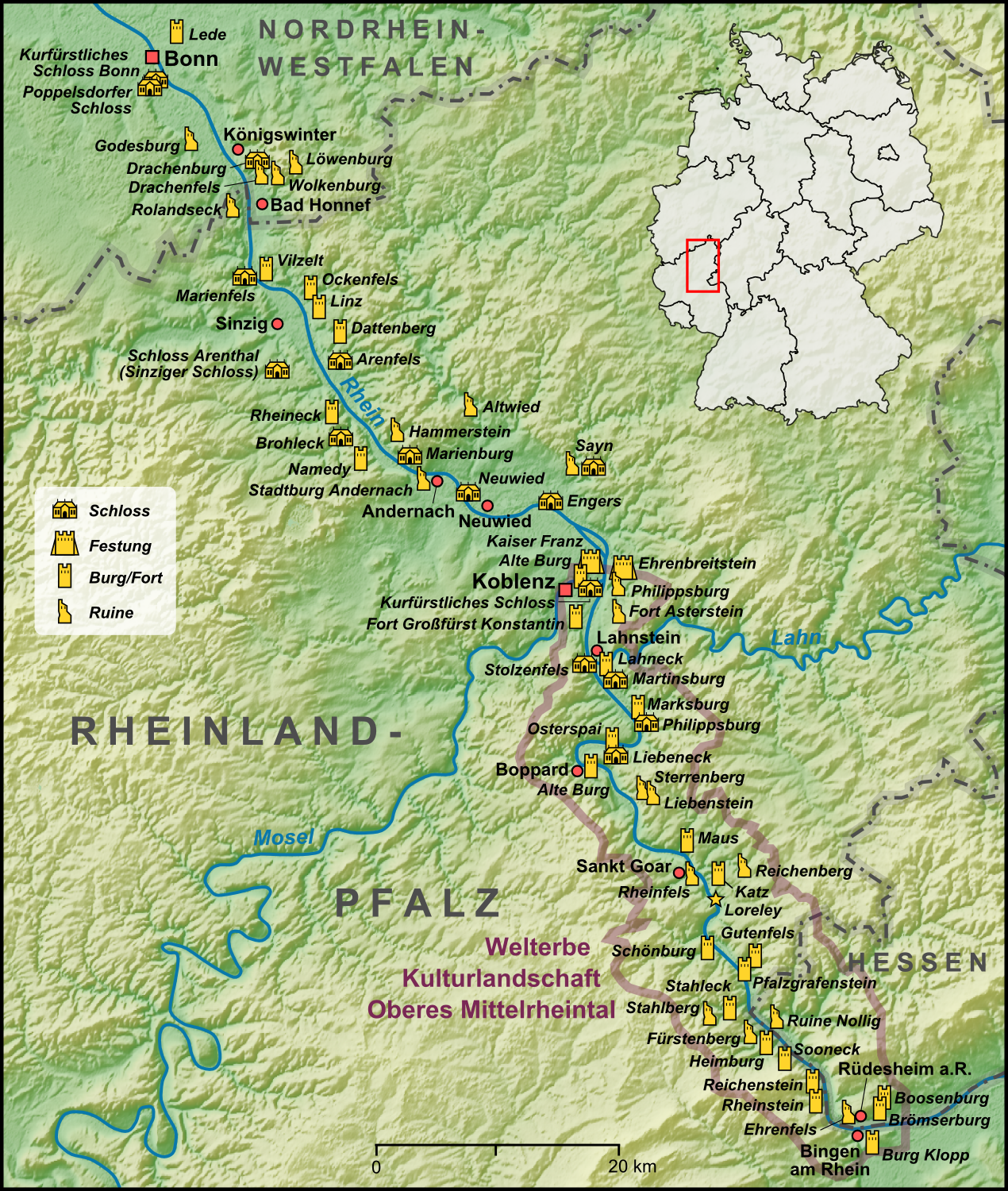
Mapa del Rin medio

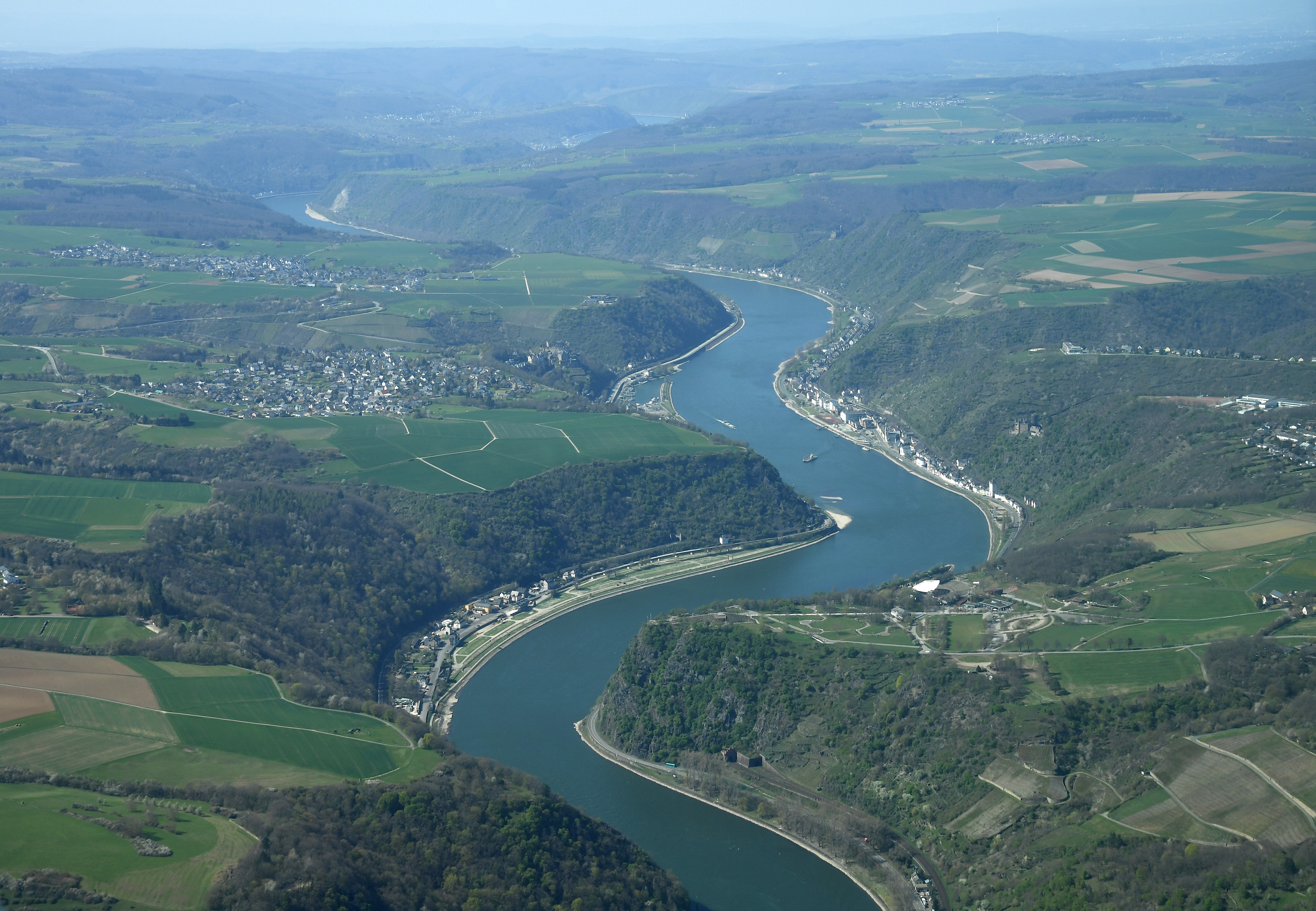
Imagen aérea del Valle Superior del Rin medio en la zona de Sankt Goarshausen con el Lorelei en la parte inferior de la imagen

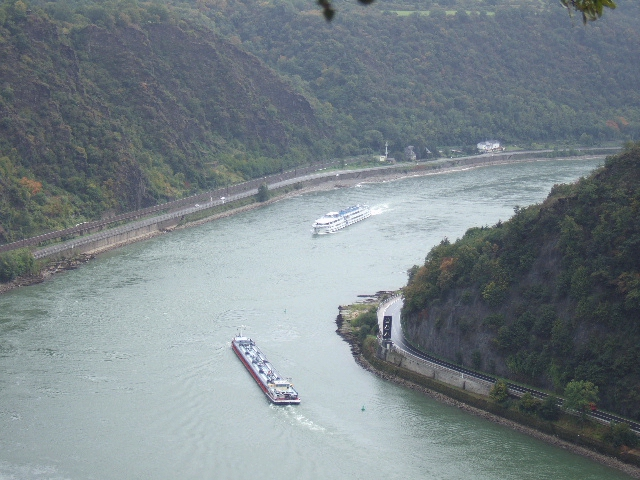
Vista desde el Loreley

El Rin medio (en alemán: Mittelrhein) es uno de los tramos alemanes del río Rin, el que discurre entre las ciudades de Bingen y Bonn, en que el río fluye a través de la garganta del Rin. La garganta es una formación creada por la erosión, que ocurrió aproximadamente al mismo ritmo que un levantamiento en la región, dejando el río a aproximadamente su nivel original, y las tierras circundantes levantadas. Este desfiladero es bastante profundo, unos 130 m desde la parte superior de las rocas hasta la línea de flotación promedio.
El «Rin medio» es una de las cuatro secciones —Rin Superior, Rin alto, Rin medio, Rin bajo— del río entre el lago de Constanza y el mar del Norte. La mitad superior del Rin medio (garganta del Rin) desde Bingen (km-Rin 526) hasta Coblenza (km-Rin 593) fue declarada Patrimonio de la Humanidad por la UNESCO en 2002 como un paisaje cultural sorprendente con más de 40 castillos y fortalezas de la Edad Media, viñedos únicos en terrazas y muchos pueblos vinícolas. La mitad inferior, desde Coblenza (km-Rin 593) a Bonn (km-Rin 655) corre paralela a la famosa y antigua cadena volcánica de Siebengebirge, con el volcán Drachenfels. Ambas partes juntas se conocen como «el Rin romántico».
El valle del Rin medio, hoy hogar de unas 450.000 personas, ha sido una importante atracción turística desde el siglo XIX y debe su aspecto especial tanto a su forma natural como a las alteraciones humanas. Situado en el corazón de Europa, durante dos milenios, ha sido una de las rutas más importantes para el intercambio cultural entre la región mediterránea y el norte de Europa, a veces frontera y a veces puente entre diferentes culturas. La historia del valle refleja la historia de Europa Occidental. Con sus muchos monumentos destacados, sus colinas llenas de vides, sus asentamientos hacinados en las estrechas orillas del río y las hileras de castillos alineados en las cimas de las colinas, se considera el epítome del romanticismo del Rin. Inspiró a Heinrich Heine a escribir su famoso poema Die Lore-Ley (por la famosa montaña Lorelei) y a Richard Wagner a componer su ópera Götterdämmerung.
Los viñedos a lo largo del Rin medio forman la región vinícola del mismo nombre, véase Mittelrhein (región vinícola)

## Geografía

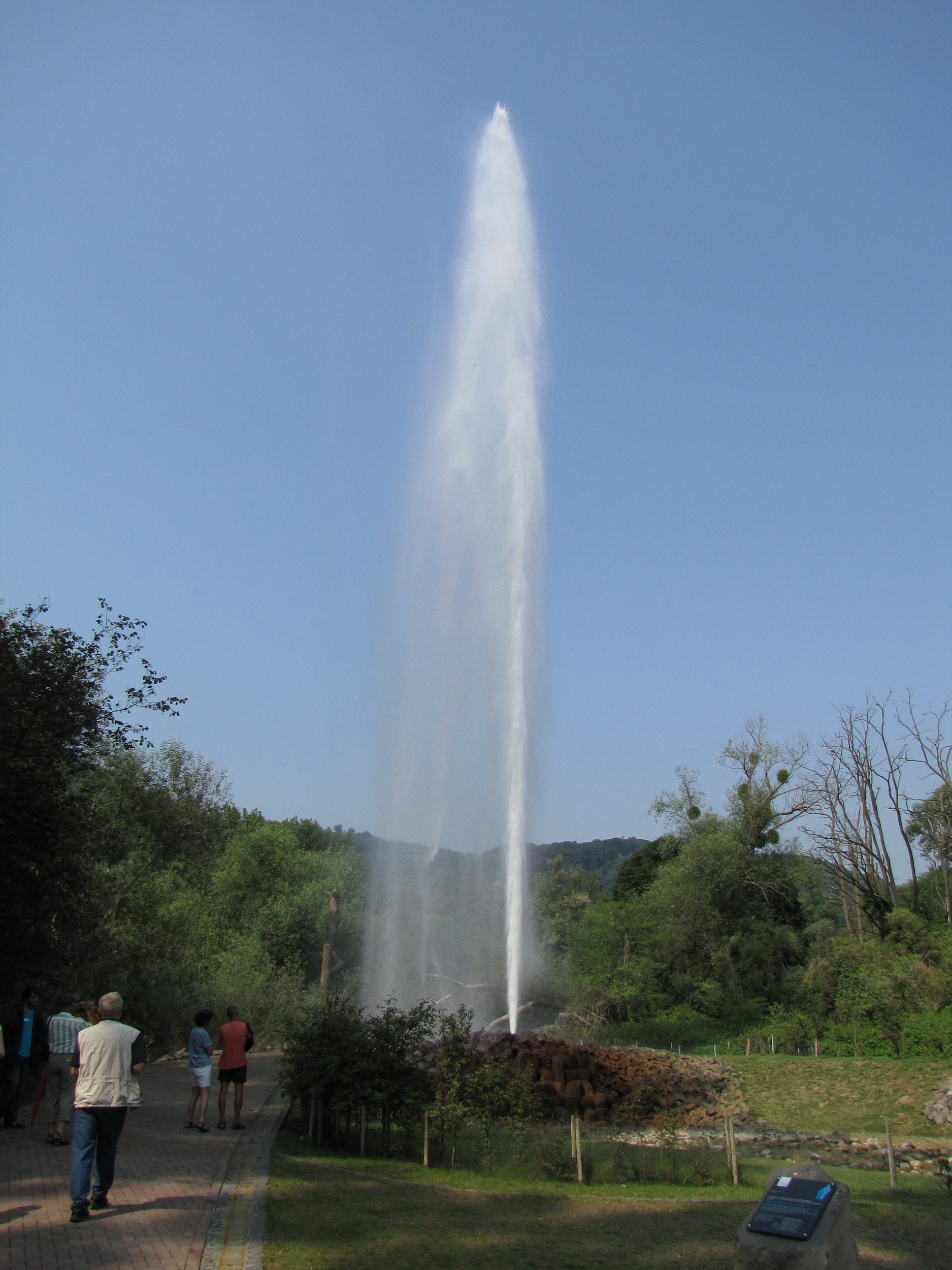
El géiser de Andernach, el géiser de agua fría más alto del mundo

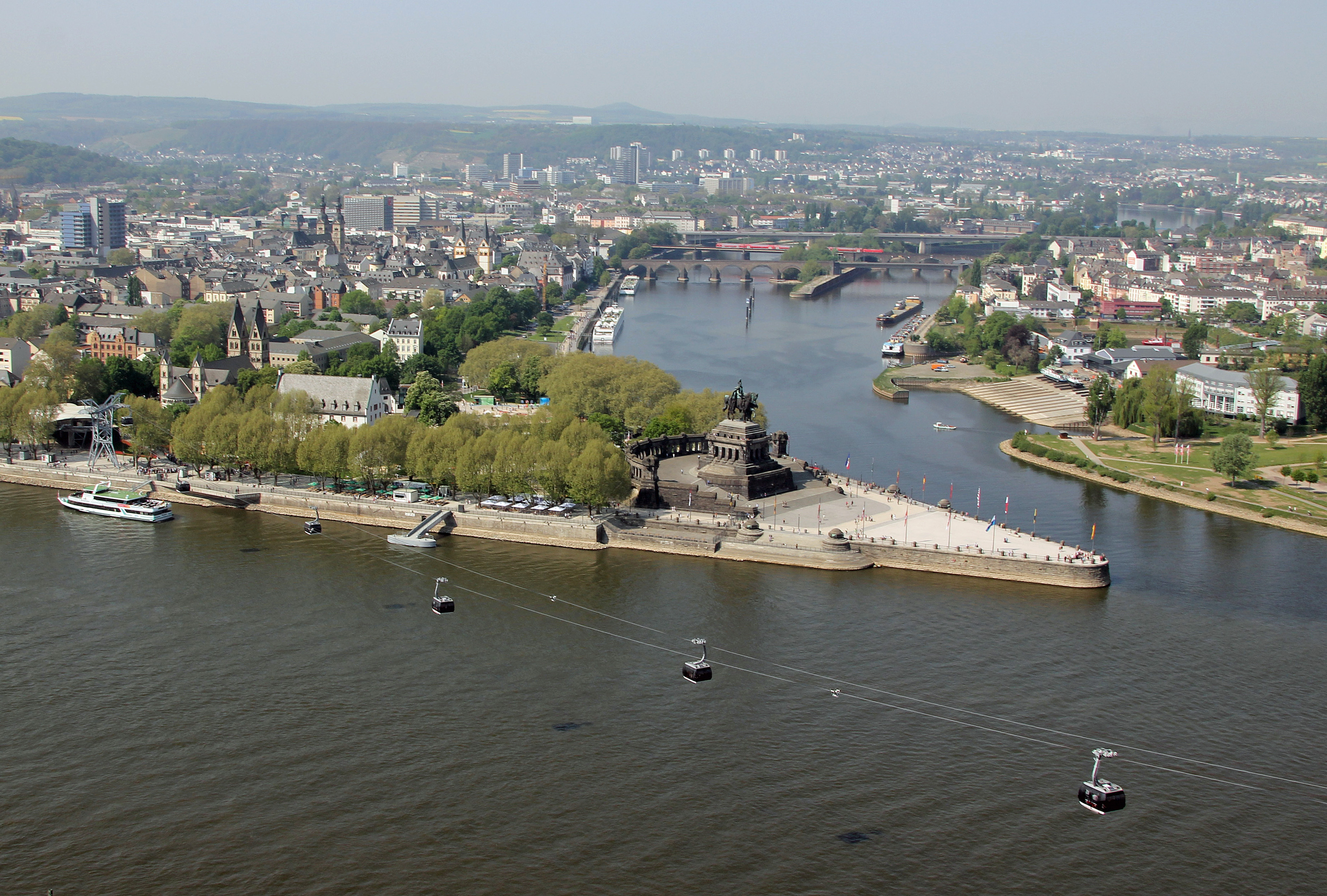
Deutsches Eck ('Esquina alemana') en la confluencia del Rin y el Mosela en Coblenza

### Localización
El nombre garganta del Rin hace referencia al estrecho desfiladero del Rin que fluye a través de las montañas de pizarra renanas entre las ciudades de Bingen am Rhein y Rüdesheim am Rhein, en el sur, y Bonn-Bad Godesberg y Bonn-Oberkassel, en el norte. Entre Rüdesheim y Lorch, la margen izquierda pertenece al estado alemán de Renania-Palatinado ; la margen derecha pertenece a la región vinícola de Rheingau en el estado de Hesse. Aguas abajo de Lorch, ambas orillas pertenecen a Renania-Palatinado hasta que el río cruza la frontera con Renania del Norte-Westfalia poco antes de Bonn.
La cuenca del Medio Rin en Neuwied separa las mitades superior e inferior del Rin medio. En la península de Namedyer Werth (entre los kilómetros-Rin 614,2 y 615,5), se encuentra el géiser Andernach, que con una altura de 50−60 m es el géiser de agua fría más alto del mundo. El 7 de julio de 2006, el géiser fue reactivado para los turistas.

## Transporte
El valle se ha aprovehado para construir importantes líneas de ferrocarril a ambos lados del río: el Ferrocarril del Rin Occidental, a la izquierda, y el Ferrocarril del Rin Oriental, a la derecha. Las carreteras principales son las carreteras federales B9 y B42, y el propio Rin es una importante vía fluvial internacional.

### Pueblos y ciudades
Las ciudades más importantes —entre paréntesis se recogen los habitantes a 31 de diciembre de 2021— de la margen izquierda son:
- en el Rin medio superior: Bingen am Rhein (25 757 hab.), Bacharach, Oberwesel (3269 hab.), Sankt Goar (1288 hab.), Boppard (15 403 hab.) y Coblenza;
- en el Rin medio inferior: Andernach (30 126 hab.), Bad Breisig (9671 hab.), Sinzig, Remagen y Bonn (331 885 hab.).

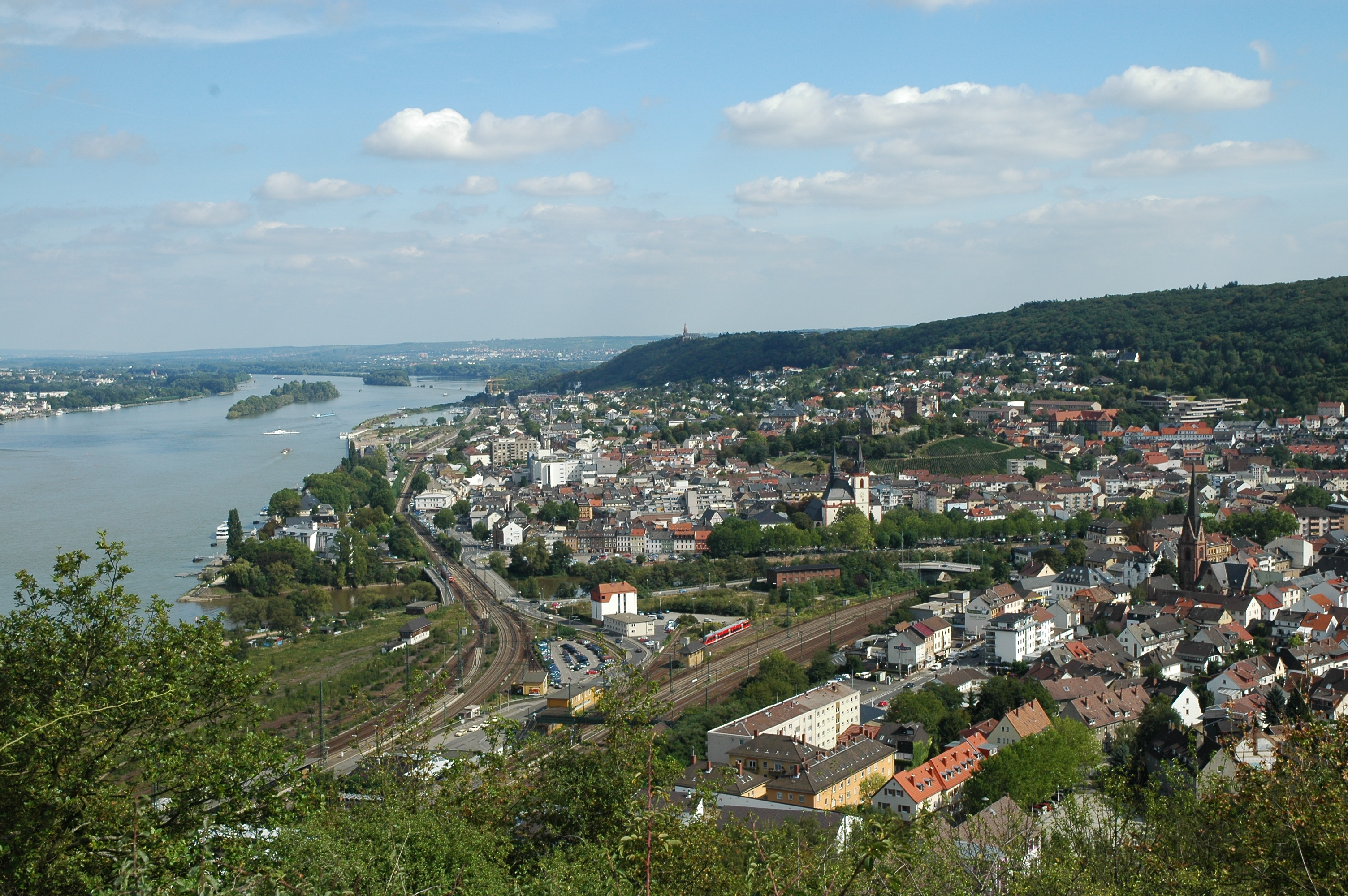
Bingen
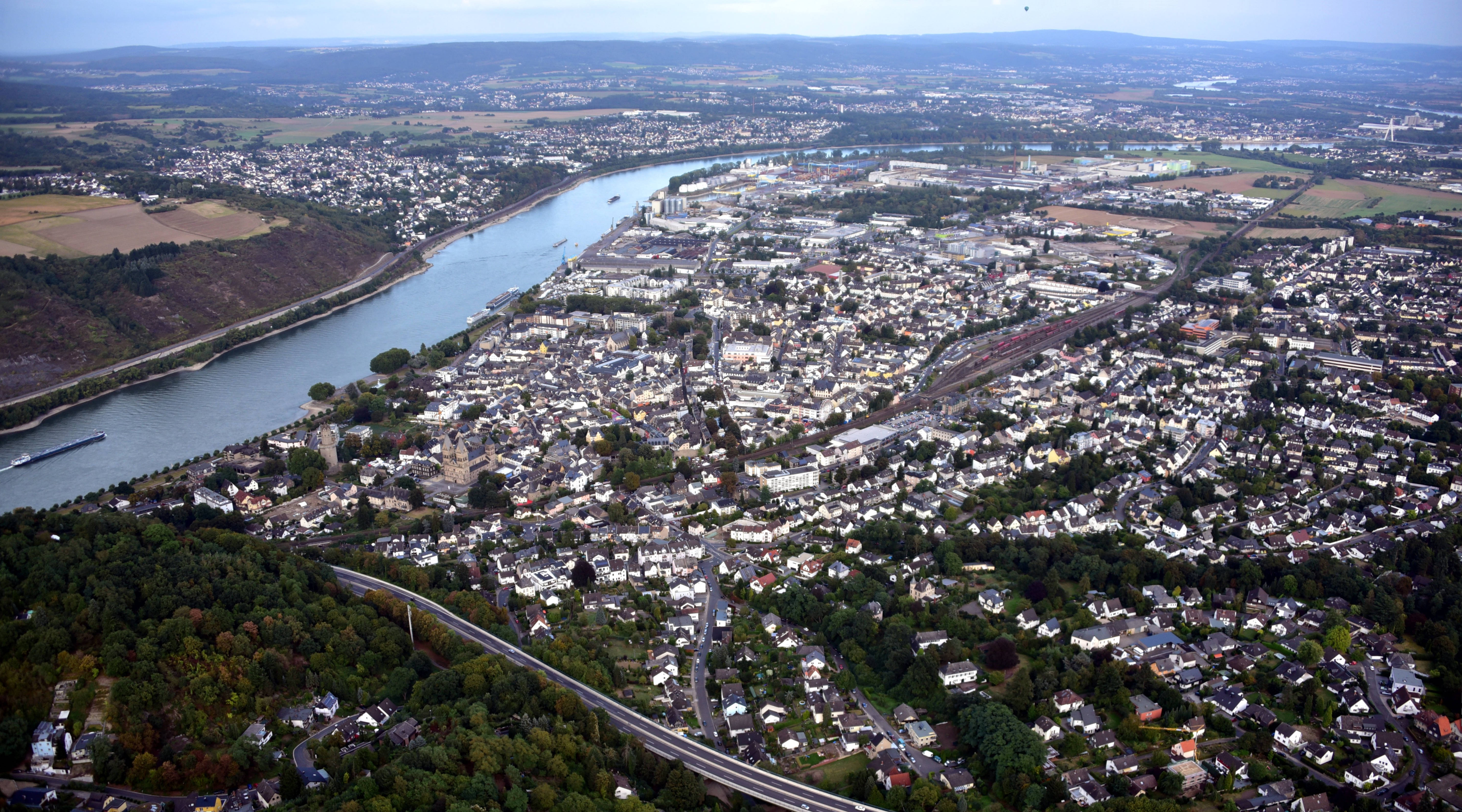
Andernach

En la margen derecha están:
- en el Rin medio superior: Assmannshausen, Lorch (3875 hab.), Kaub (882 hab.), Sankt Goarshausen (1288 hab.), Braubach (2929 hab.) y Lahnstein (18 111 hab.);

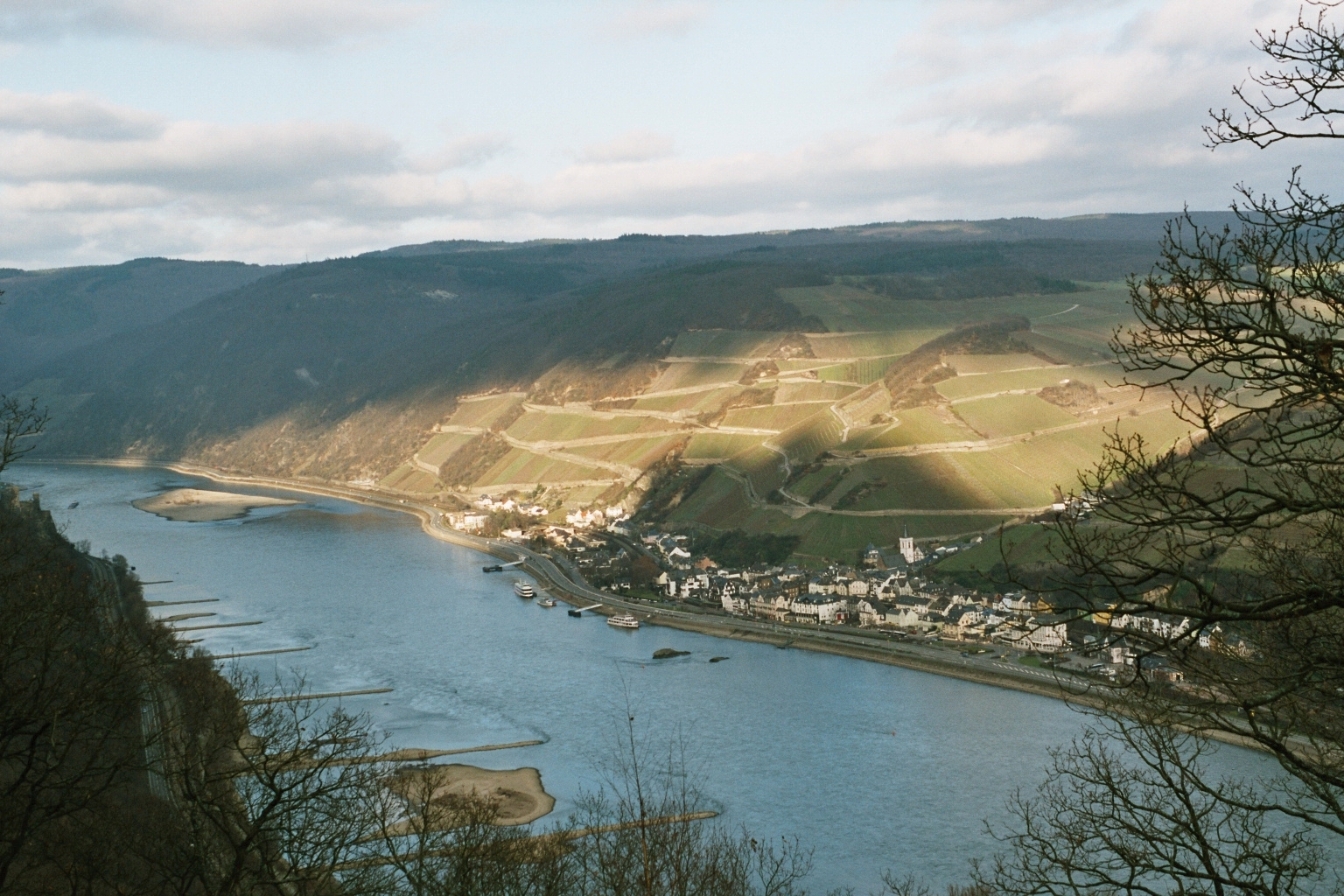
Assmannshausen, visto desde el Damianskopf]]Archivo:Lorch-rs-01s.jpg|Lorch
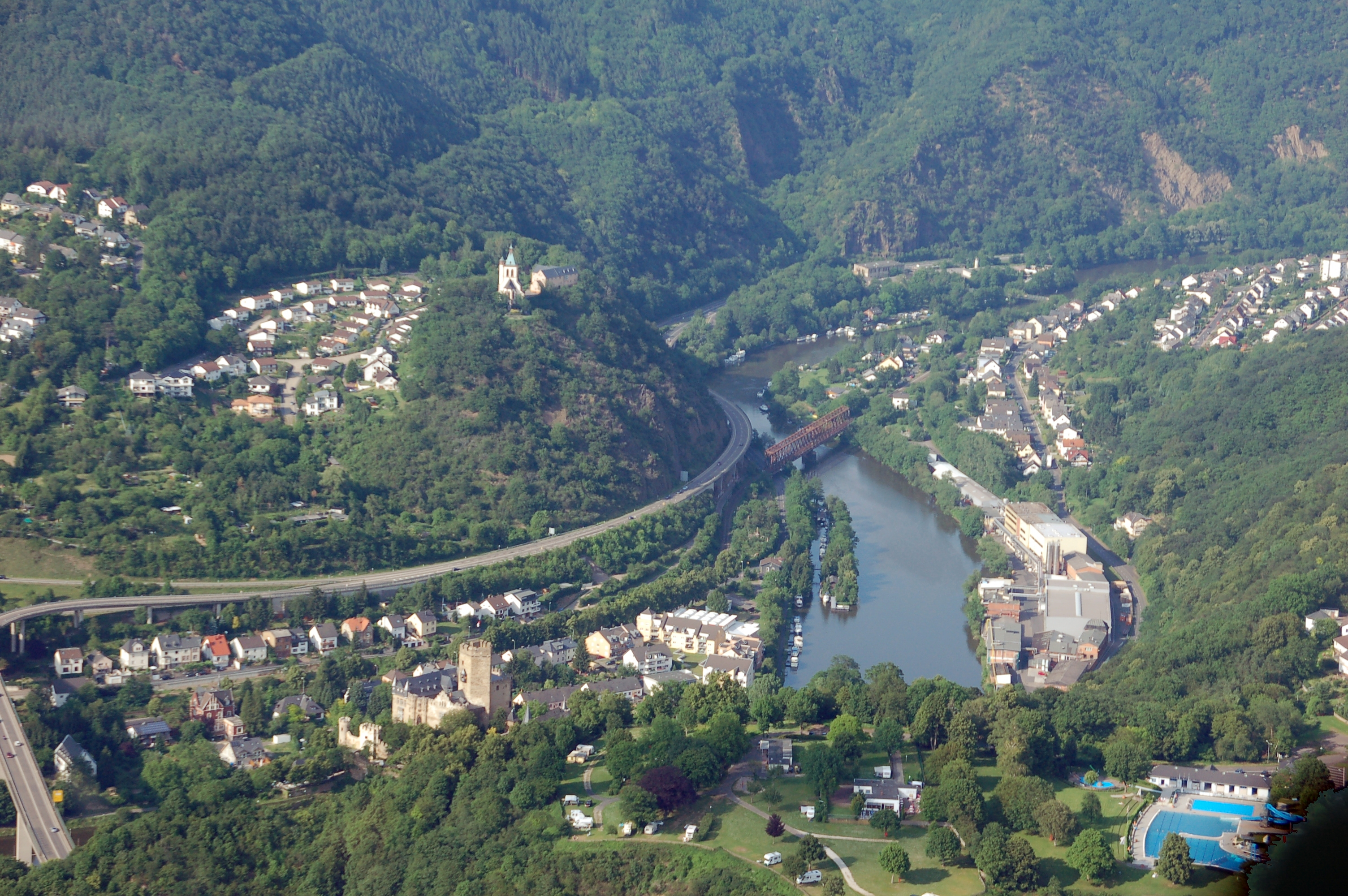
Lahnstein
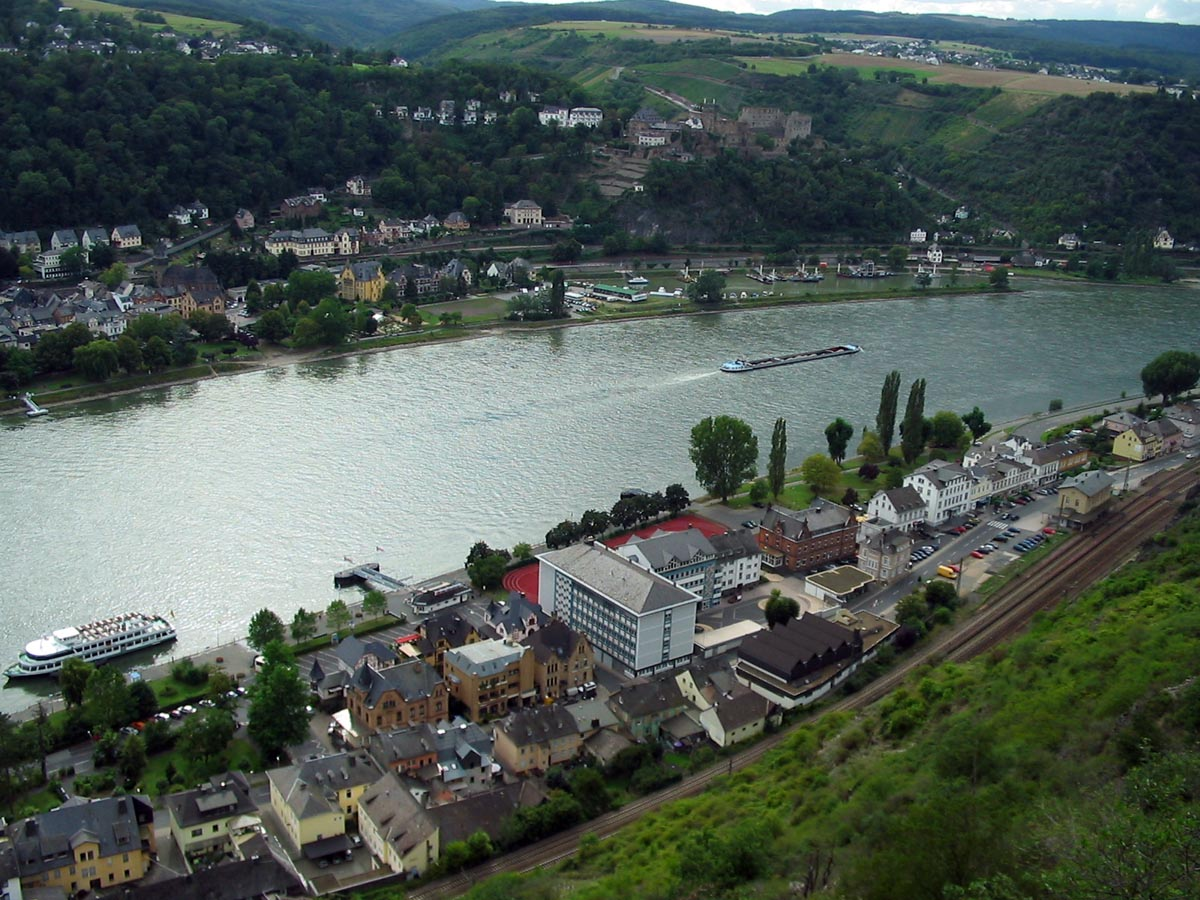
Sankt Goarshausen
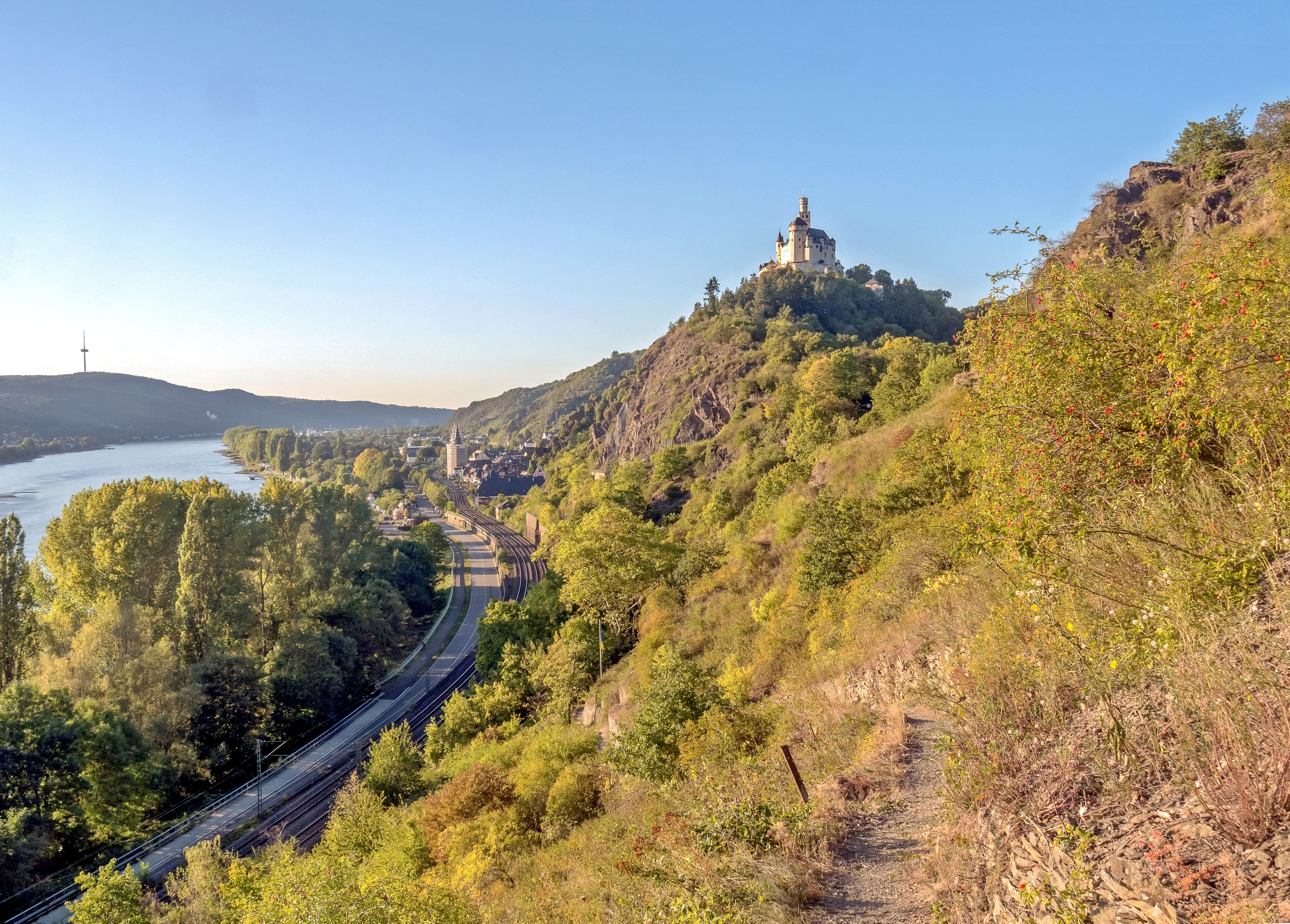
Braubach

- en la parte inferior: Vallendar (8808 hab.), Bendorf (236 hab.), Neuwied (65 137 hab.), Bad Hönningen (5974 hab.), Linz am Rhein (6273 hab.), Bad Honnef (25 738 hab.) y Königswinter (41 065 hab.).

Rheinbrohl (4079 hab.),

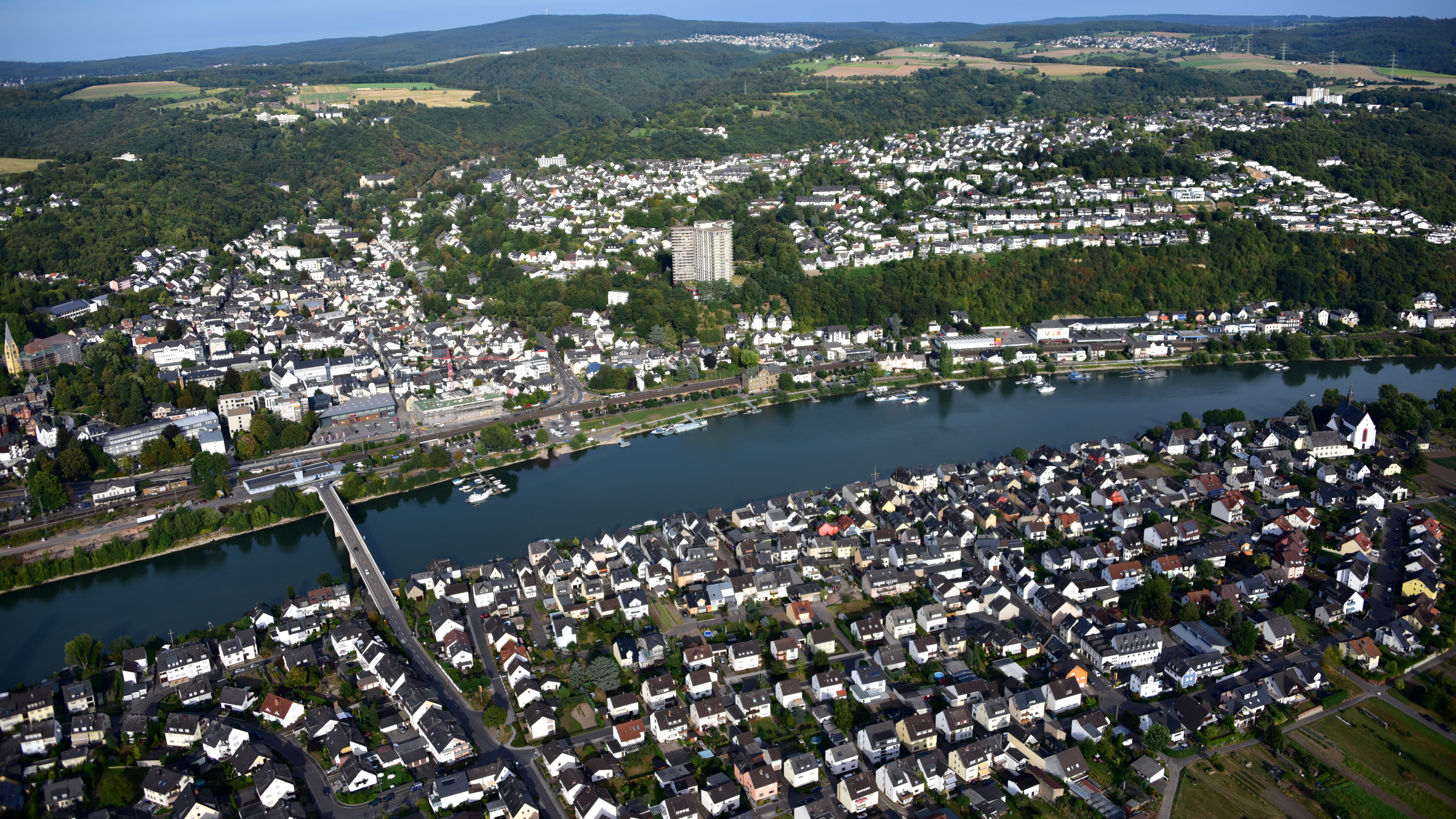
Vallendar
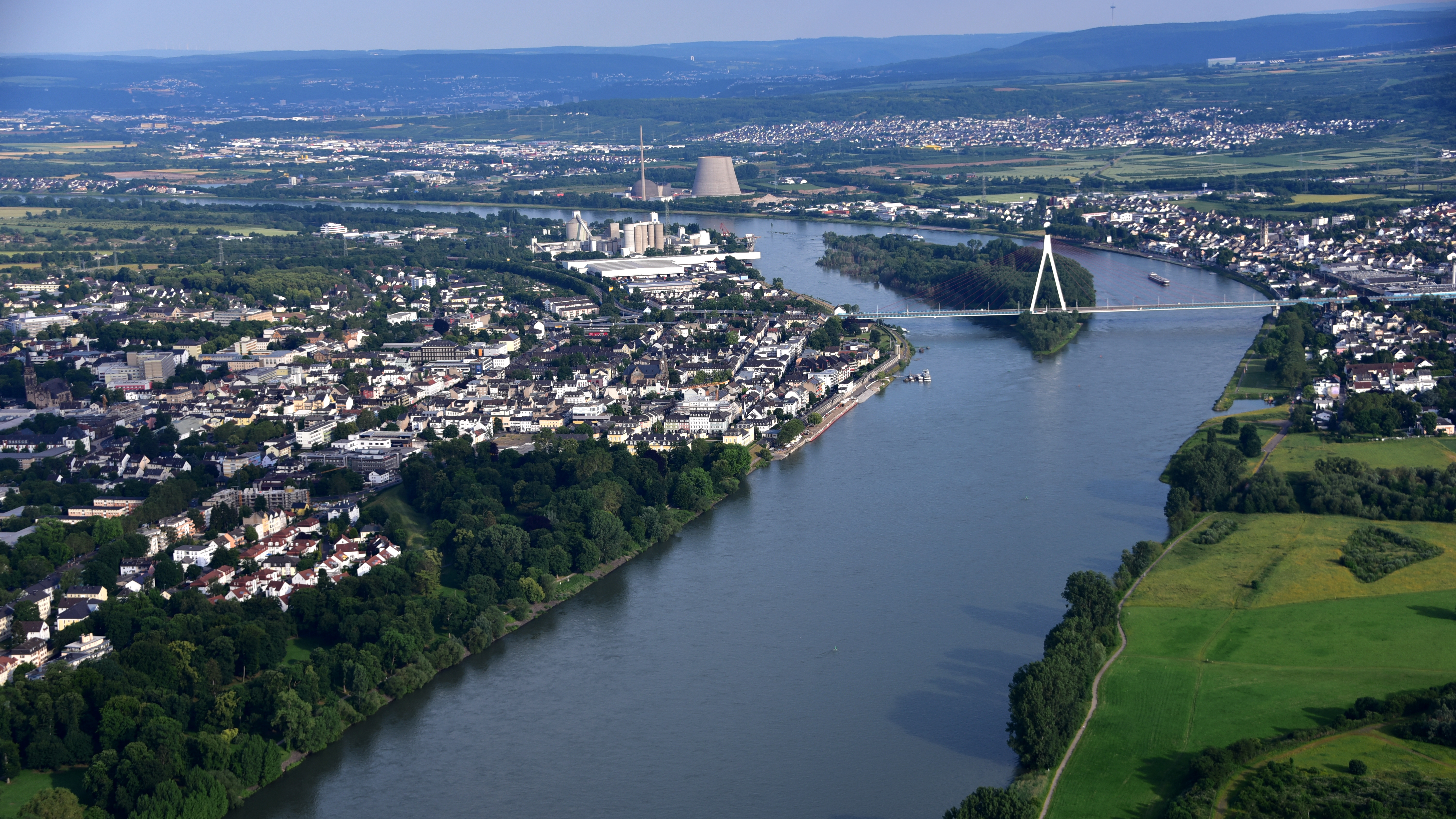
Neuwied
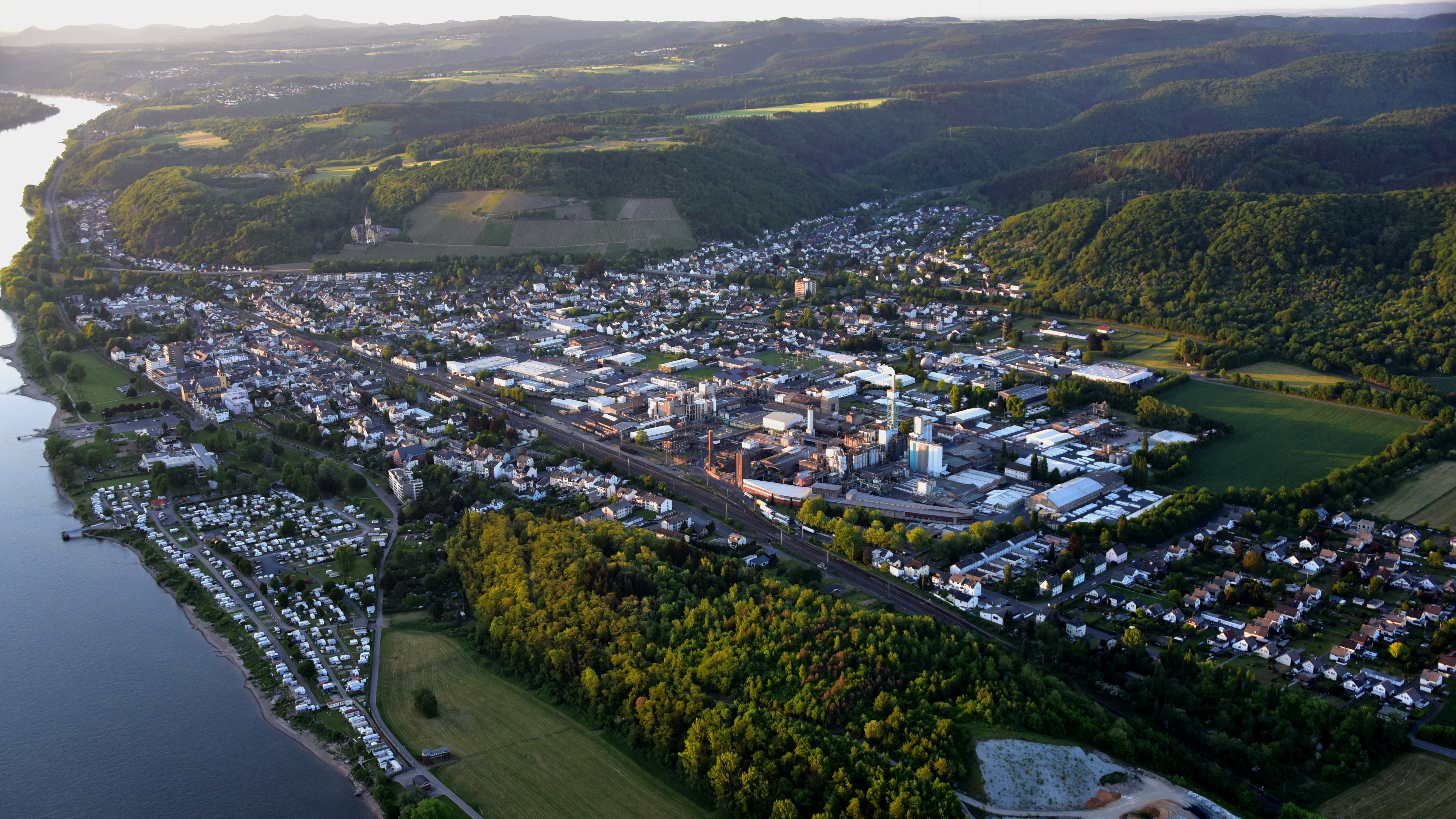
Bad_Hönningen
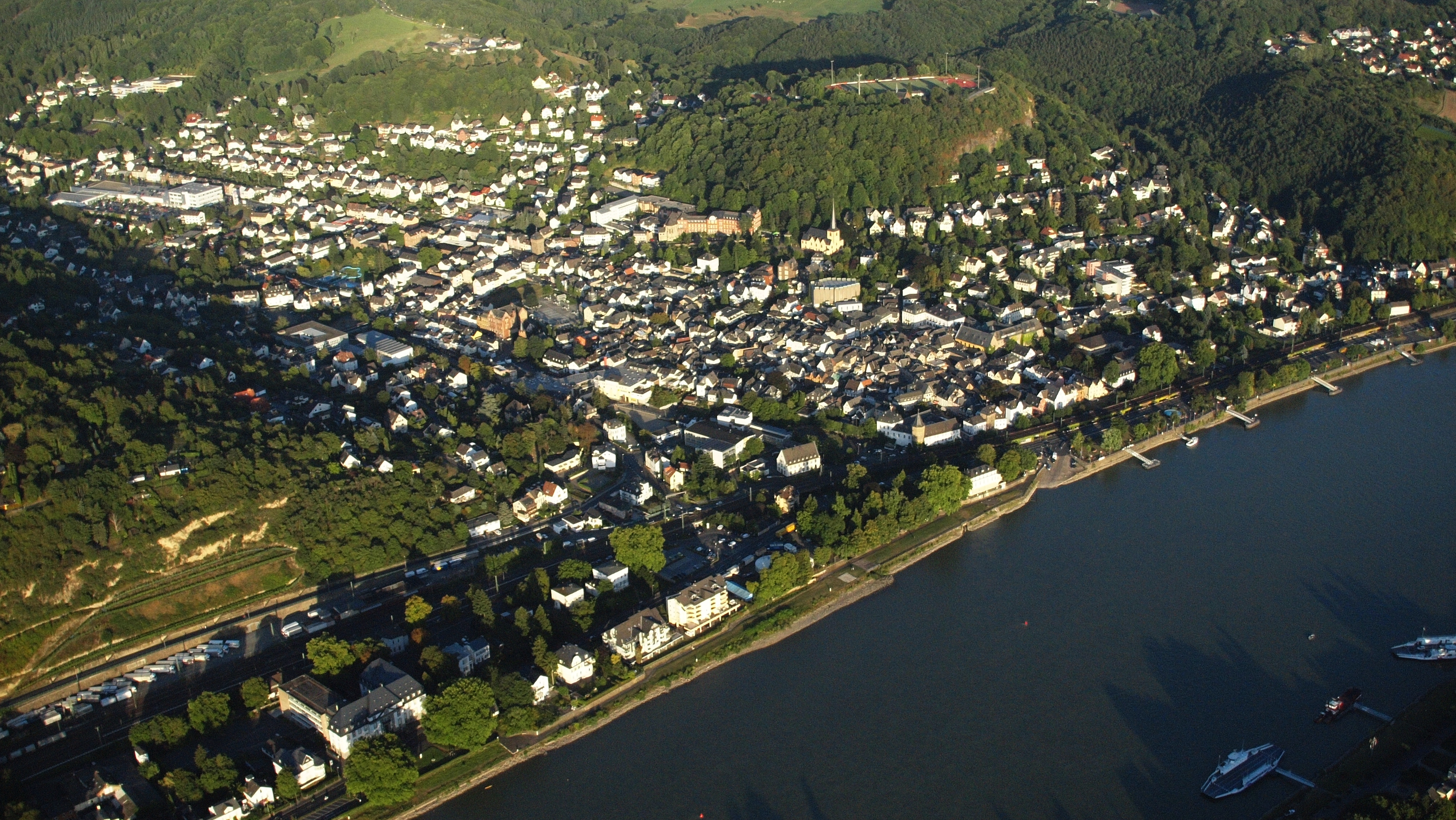
Archivo:Linz_am_Rhein
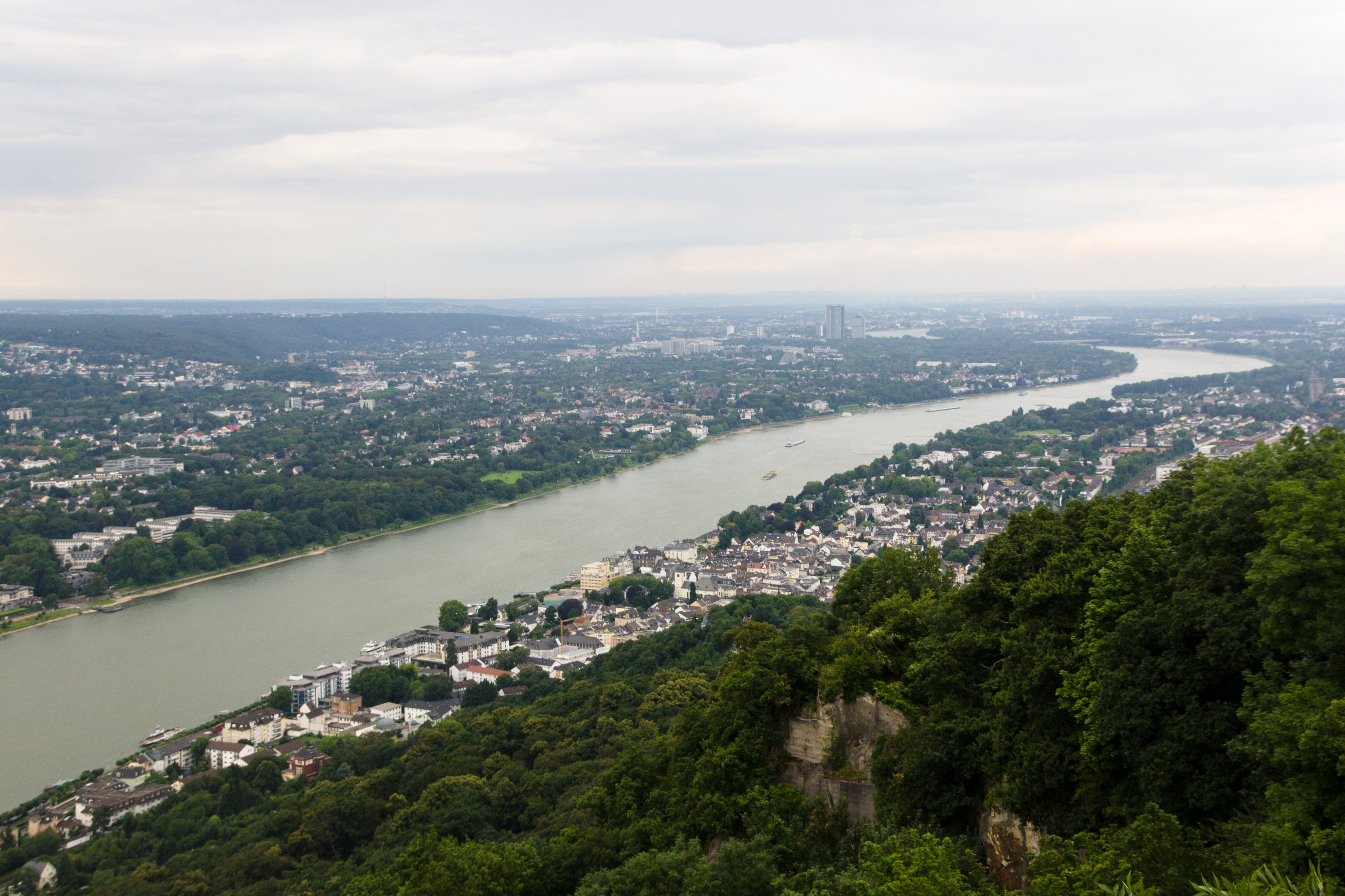
Königswinter

### Afluentes
Los mayores afluentes en esta sección del Rin, por la izquierda, son los ríos Nahe, Mosela y Ahr; y por la derecha, Lahn, Wied y Sieg.

## Castillos, fortalezas y palacios

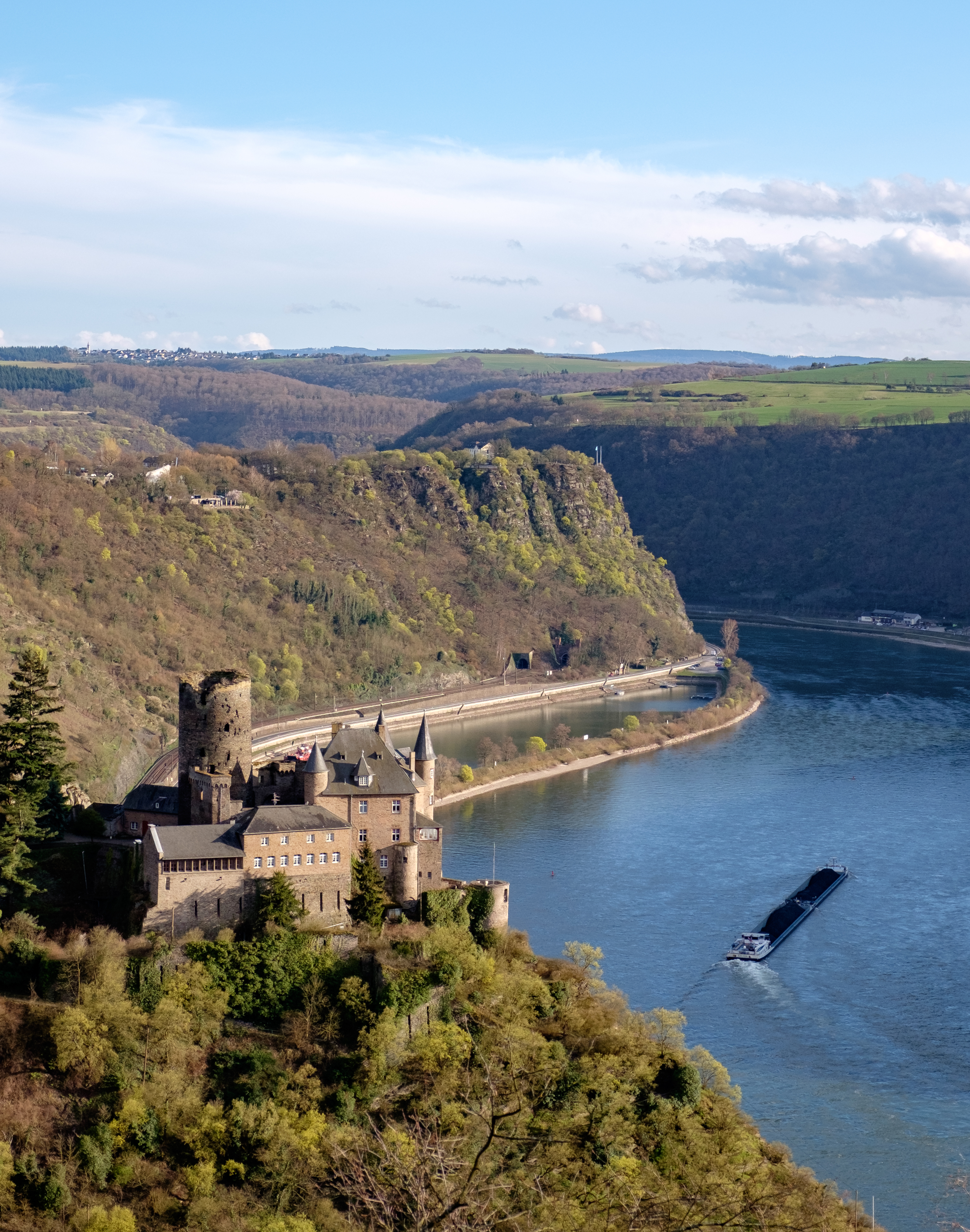
Sankt Goarshausen, castillo Katz, con la roca Lorelei

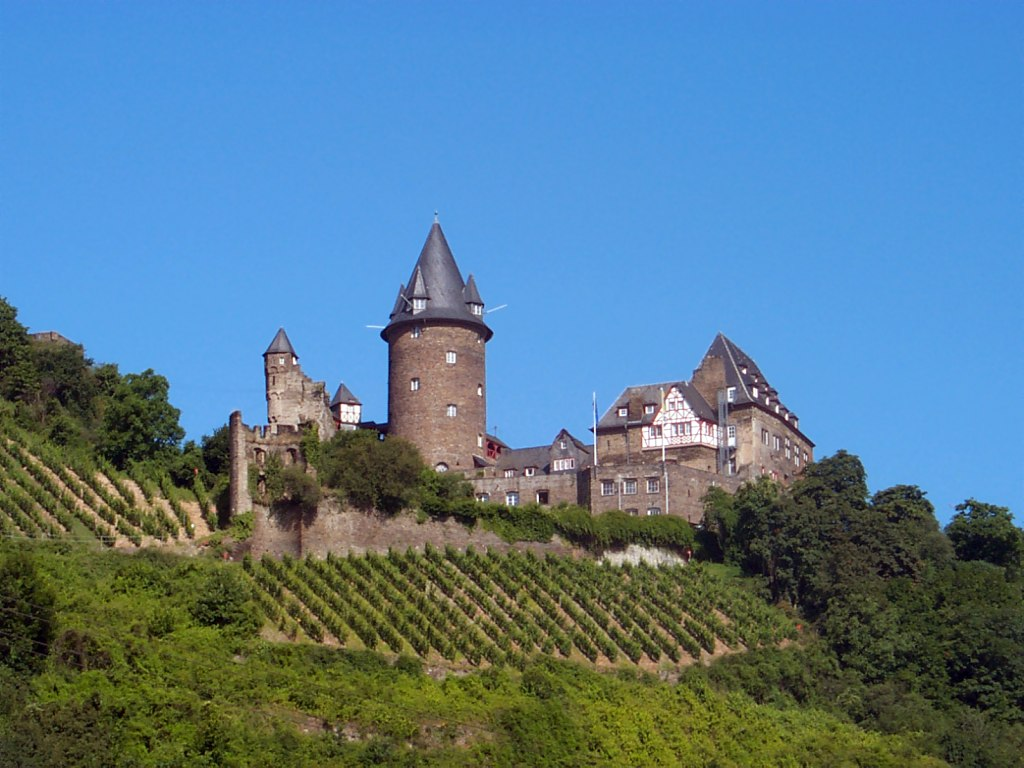
Castillo de Stahleck en Bacharach

Los castillos más destacados son el Marksburg, el único castillo intacto en la cima de una colina en el valle del Rin medio, el Burg Pfalzgrafenstein, sobre una isla rocosa en medio del Rin, y el castillo de Rheinfels, que se convirtió en una fortaleza con el tiempo. El castillo de Stolzenfels es sinónimo del romanticismo del Rin como ningún otro. No solo alentó la aceptación de los castillos existentes, sino que también alentó su restauración y la construcción de más castillos. El palacio Electoral de Coblenza fue la última residencia de los Electores de Tréveris. Fue demolido por el ejército revolucionario francés. La fortaleza más poderosa de Renania-Palatinado, la fortaleza de Coblenza, fue construida en el siglo XIX por los prusianos. La fortaleza de Ehrenbreitstein, una vez parte del sistema de fortificación, domina el valle del Rin hasta el día de hoy. Los siguientes castillos, en orden aguas abajo, se encuentran a lo largo del Rin medio:
- Margen izquierda
  - Castillo de Klopp
  - Trutzbingen
  - Castillo de Rheinstein
  - Castillo de Reichenstein
  - Castillo de Sooneck
  - Heimburg en Niederheimbach
  - Castillo de Fürstenberg
  - Castillo de Stahlberg
  - Castillo de Stahleck
  - Castillo de Schönburg
  - Castillo de Rheinfels
  - Alte Burg (Boppard)
  - Castillo de Stolzenfels
  - Fort Großfürst Konstantin
  - Alte Burg (Coblenza)
  - Palacio electoral de Coblenza
  - Fortaleza del Kaiser Francisco

- - Stadtburg Andernach
  - Castillo de Namedy[4]
  - Castillo de Brohleck
  - Castillo de Rheineck
  - Castillo de Sinzig
  - Castillo de Marienfels
  - Castillo de Rolandseck
  - Godesburg
  - Castillo de Poppelsdorfer
  - Palacio Electoral de Bonn

- Margen derecha
  - Boosenburg
  - Brömserburg
  - Vorderburg
  - Castillo de Ehrenfels
  - Castillo de Nollig
  - Castillo de Pfalzgrafenstein
  - Castillo de Gutenfels
  - Castillo Katz
  - Castillo de Reichenberg
  - Castillo de Maus
  - Castillo de Liebenstein
  - Castillo de Sterrenberg
  - Schloss Liebeneck
  - Castillo de Osterspai
  - Castillo de Philippsburg (Braubach)
  - Marksburg
  - Castillo de Martinsburg
  - Castillo de Lahneck
  - Fuerte Asterstein
  - Castillo de Philippsburg
  - Fortaleza de Ehrenbreitstein
  - Castillo de Sayn
  - Castillo de Engers
  - Castillo de Neuwied
  - Castillo de Altwied
  - Castillo de Marienburg
  - Castillo de Hammerstein
  - Castillo de Arenfels
  - Castillo de Dattenberg
  - Castillo de Linz
  - Castillo de Ockenfels
  - Castillo de Vilzelt
  - Castillo de Löwenburg
  - Castillo de Wolkenburg
  - Castillo de Drachenfels
  - Palacio de Drachenburg
  - Castillo de Lede

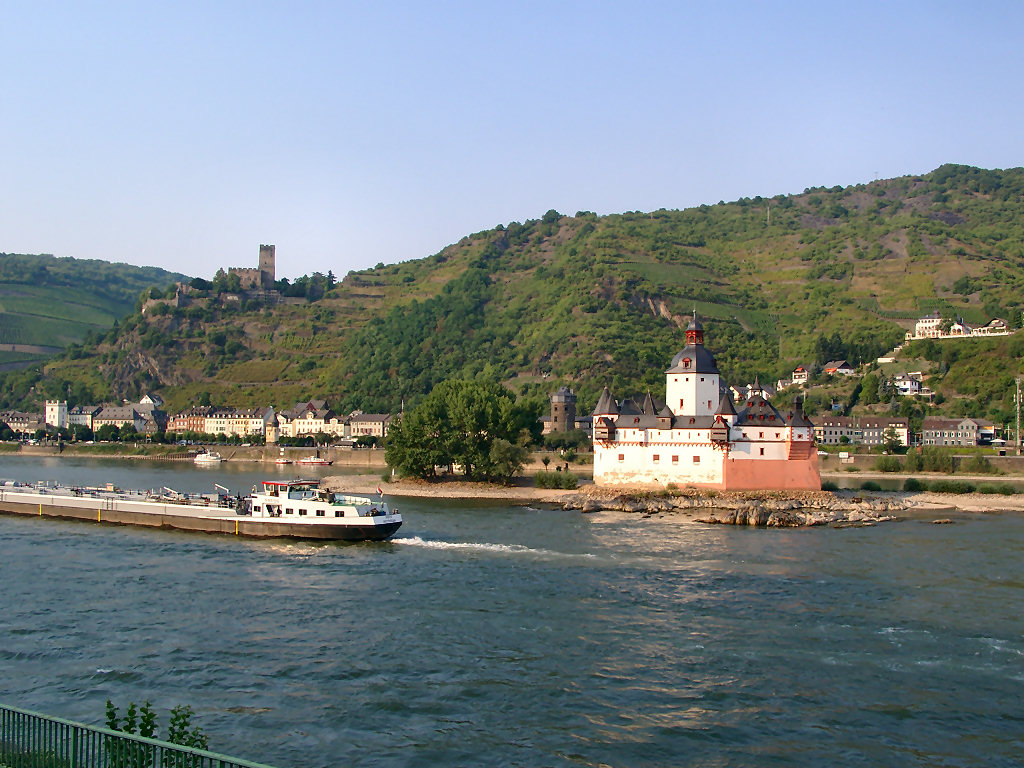
Burg Pfalzgrafenstein en Kaub
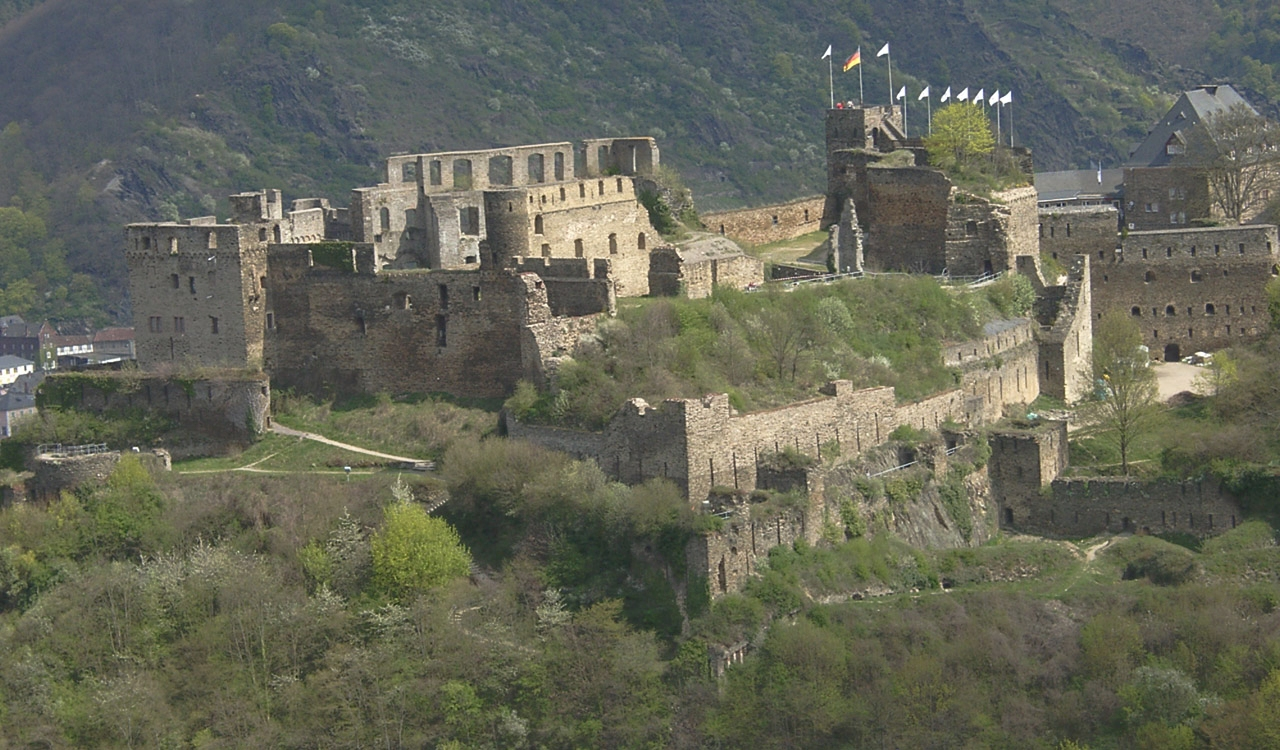
Burg Rheinfels en Sankt Goar
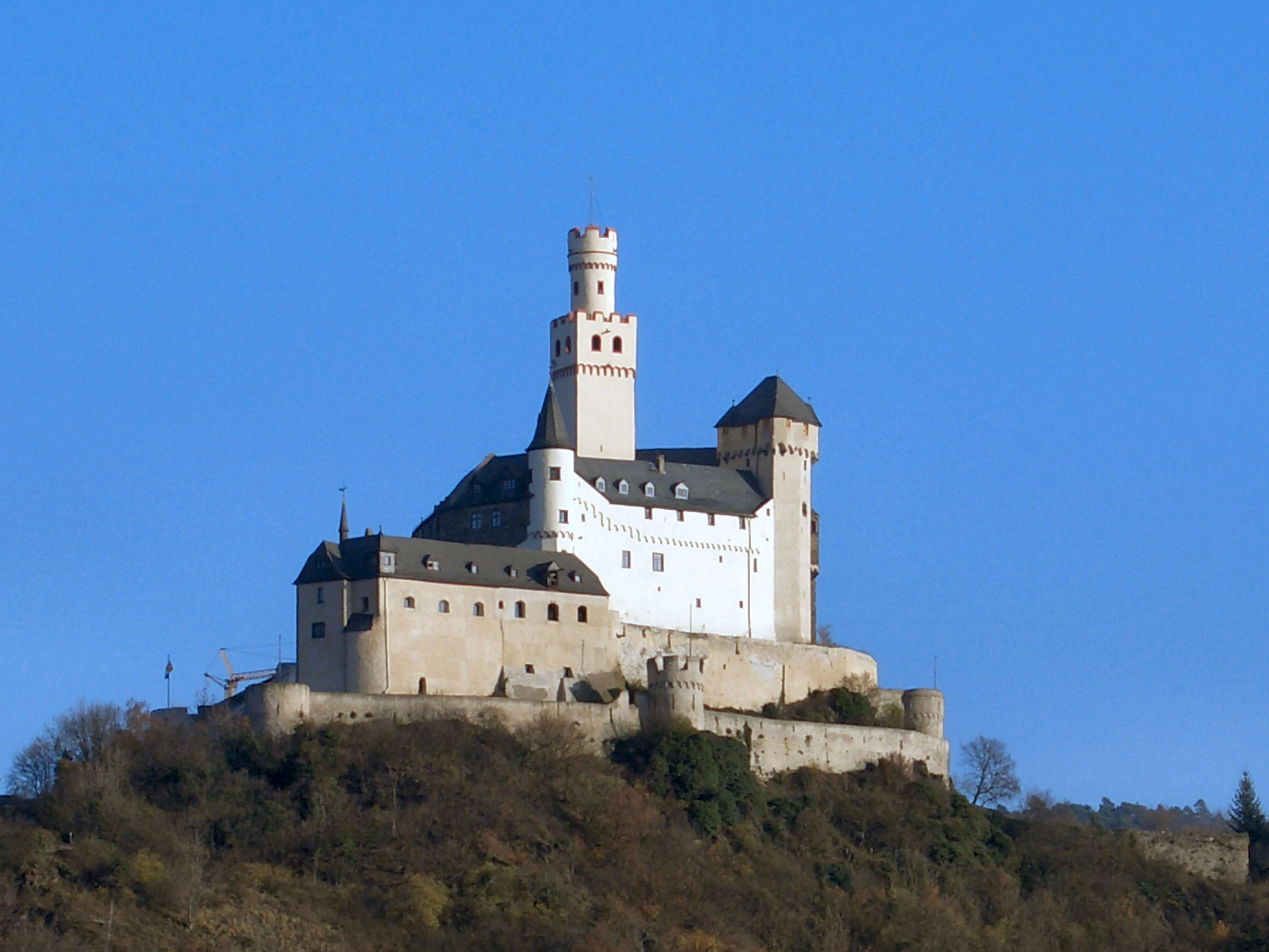
Marksburg en Braubach
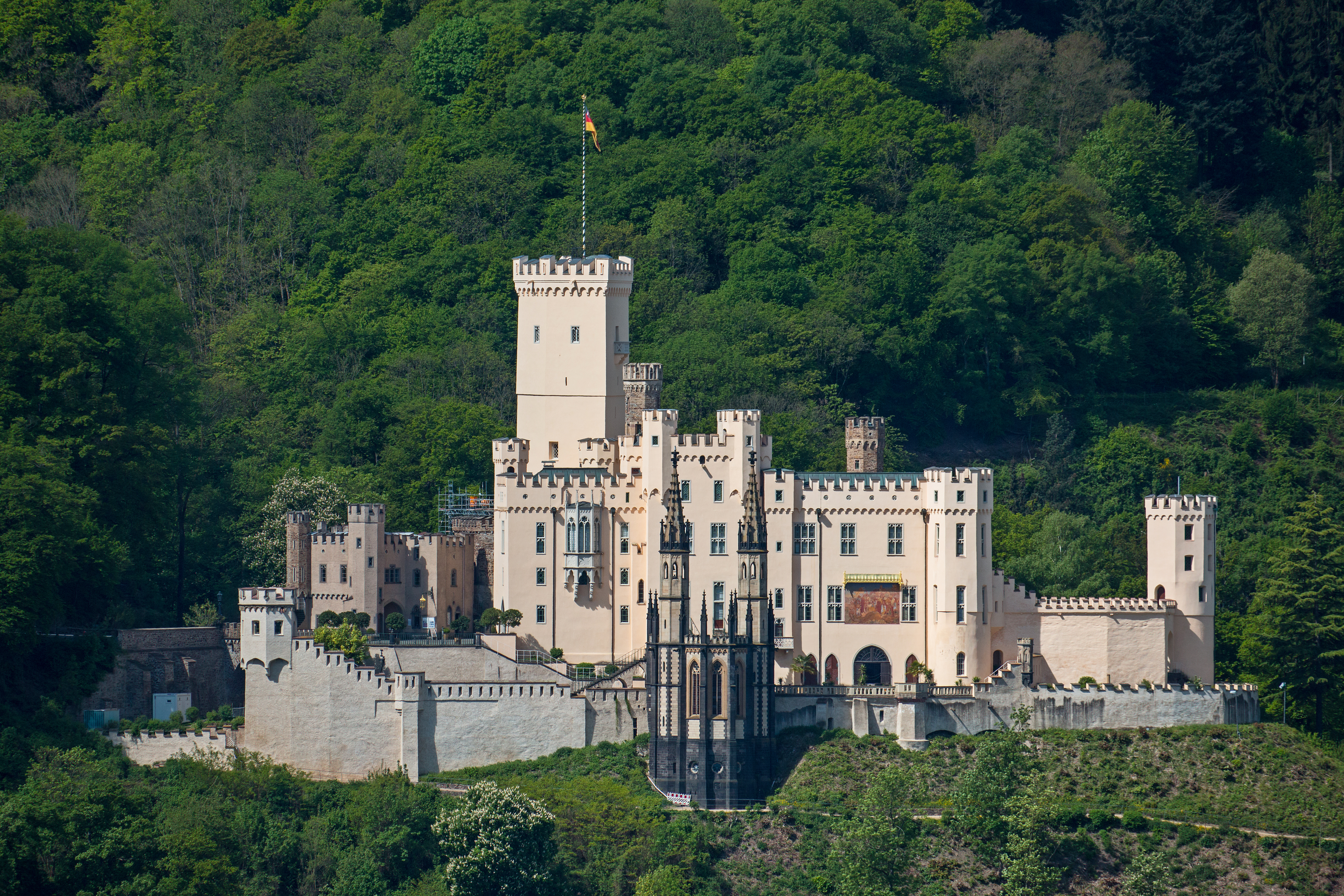
Castillo de Stolzenfels en Coblenza
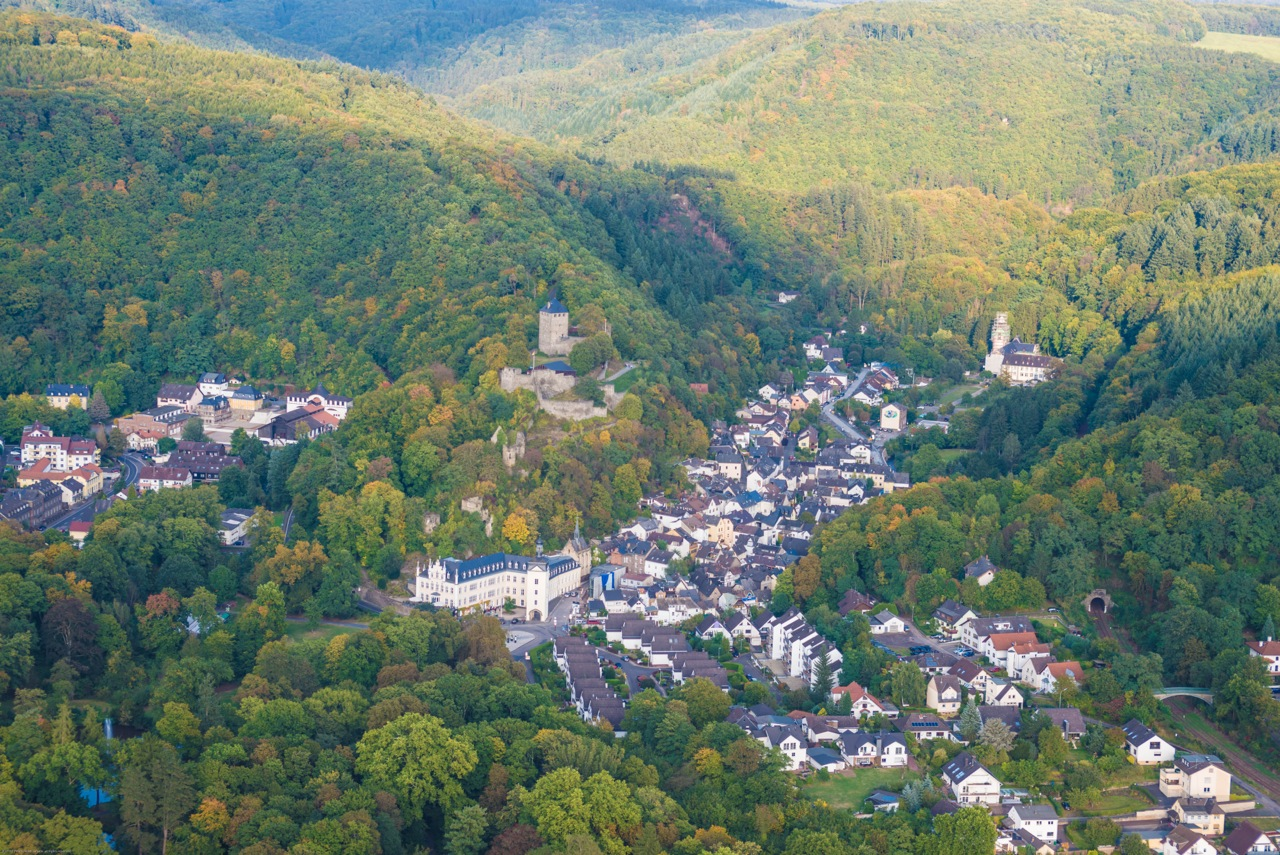
Burg y castillo Sayn

## Historia

### Prehistoria
Las terrazas del valle del Rin medio han estado habitadas desde principios de la Edad del Hierro. Prueba de ello son los campos de túmulos alrededor del bosque de la ciudad de Boppard y en el bosque de Brey y los muros circulares en el Dommelberg en Coblenza y en la colina gigante en St. Goarshausen. En la frontera occidental de la región del Rin medio, también hay rastros de un asentamiento celta, con los pilares de la tumba de Pfalzfeld y el carro funerario de Waldalgesheim. En el siglo IV, el área había estado bajo la influencia de las civilizaciones mediterráneas. El enlace norte-sur entre la desembocadura del Nahe y el rico estuario del Mosela ya estaba en uso en la época prerromana. El desarrollo romano de la ruta se superpone en grandes secciones con la ruta de la moderna Bundesautobahn 61.

### Época romana
Los romanos se asentaron en la zona del Rin medio desde mediados del siglo I hasta aproximadamente el 400 d. C. Un factor importante fue la construcción de la vía romana del Valle del Rin entre las capitales de provincia de Maguncia y de Colonia siguiendo la margen izquierda del Rin, tanto en la meseta (hacia el norte desde Rheinböllen) como en la margen izquierda del valle (la ruta de la moderna autopista Bundesautobahn 9). El Rin era la frontera del Imperio romano, por lo que la carretera tuvo que construirse en la margen izquierda, justo dentro del Imperio.
Se han identificado rastros de construcción de carreteras importantes cerca del castillo de Stahleck en Bacharach. Las ciudades de Bingen (Bingium) y Coblenza (Confluentes) fueron los lugares elegidos para erigir las primeras fortalezas romanas, y Oberwesel (Vosolvia) albergaba una mansión romana. Las fortalezas protegían la agricultura y los recursos naturales contra las tribus germánicas de los téncteros, usipetes, menapios y eburones. Los asentamientos agrícolas en el hinterland proveían a la gente de las ciudades y campamentos militares.
Los romanos utilizaron el Rin para el transporte marítimo. En el siglo I d. C., se construyeron puentes en Coblenza sobre el Rin y el Mosela. En 83-85 se construyó un limes entre el Rin y el Danubio, para proteger una sección débil de la frontera. En el siglo II, los romanos se aventuraron en la margen derecha del Rin y construyeron una fortaleza en Niederlahnstein. Los emperadores Constantino I y Valentiniano salvaguardaron la frontera construyendo fortalezas en Coblenza ( Confluentes) y Boppard ( Bodobrica) con fuertes murallas y torres redondas, de las cuales quedan restos.
En el siglo V, los alamanes y los francos obligaron a los romanos a retirarse de la zona. Se apoderaron de las ciudades romanas y los franconios comenzaron a fundar nuevas ciudades propias. A diferencia de las antiguas ciudades romanas, las nuevas ciudades de Franconia eran independientes de las antiguas granjas romanas; la agricultura y la ganadería se desarrollaban dentro de la ciudad. Estas ciudades se pueden reconocer por sus nombres que terminan en -heim.
A finales del siglo V, el rey merovingio Clodoveo fundó el reino de Franconia. Aunque la población romana de la zona disminuía constantemente, la gente hablaba un dialecto franco-romano y el idioma de la administración era el latín. Inscripciones en tumbas de los siglos IV al VIII en Boppard, en la Iglesia de San Severo y en la Iglesia de las Carmelitas demuestran la supervivencia de una pequeña población romana además de los inmigrantes francos.

### Edad Media
Los asentamientos romanos, especialmente las ciudades fortificadas en el valle del Rin medio, fueron tomadas por los reyes de Franconia como posesiones de la Corona. Casi todo el territorio entre Bingen y Remagen, incluidas las ciudades de Bacharach, Oberwesel, St. Goar, Boppard, Coblenza y Sinzig, eran propiedad real. La infeudación de partes individuales del imperio comenzó en el siglo VIII y continuó hasta principios del siglo XIV. Los beneficiarios de las donaciones fueron, entre otros, los abades de abadía de Prüm y de Trier y de la abadía de San Maximino y los arzobispos de Colonia, Trier, Mainz y Magdeburgo. Los condes de Katzenelnbogen también fueron gobernadores de la abadía de Prüm y esto les permitía establecer su propio territorio alrededor de su sede en el castillo Burg Rheinfels en St. Goar. Cuando la línea masculina de los condes se extinguió en 1479, ese territorio fue heredado por los landgraves de Hesse.
Los nietos de Carlomagno dividieron su Imperio en el Tratado de Verdún de 843, que prepararon en la basílica de San Castor en Coblenza en 842. La margen izquierda del Rin, entre Bacharach y Coblenza, correspndió a la Francia Media. En 925, la Francia Media se convirtió finalmente en el ducado de Lorena, dentro de la Francia oriental, el Imperio alemán. El Rin siguió siendo el corazón del poder real, o Vis maxima regni como lo llamó Otto de Freising, hasta que en 1138 Conrado III fue elegido rey de Alemania en Coblenza, siendo el primer rey de la Casa de Hohenstaufen.

### Baja Edad Media

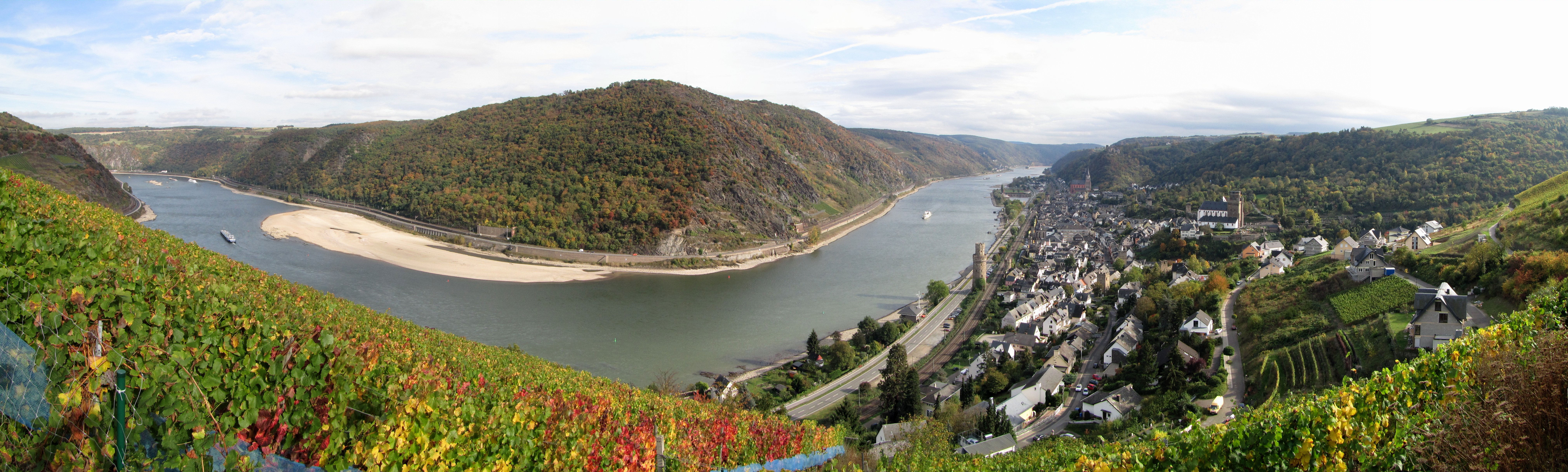
El valle del Rin medio en Oberwesel

La Baja Edad Media estuvo marcada en el Rin medio por la fragmentación territorial. Además de los electores espirituales de Colonia, Maguncia y Trier, el conde Palatino había ganado influencia en el Rin medio desde Hermann de Stahleck en 1142. La mayoría de los cuarenta castillos en el área entre Bingen y Koblenz surgieron durante este período como un signo de competencia mutua.
Esos castillos son interesantes ejemplos de arquitectura militar bajomedieval. Fueron influenciados en parte por los acontecimientos en Francia, Italia y los estados cruzados. Los condes de Katzenelnbogen, en particular, destacaron como constructores de castillos. erigiendo Marksburg, el castillo de Rheinfels, el castillo de Reichenberg y el castillo Katz. Otro gobernante destacado en el siglo XIV fue el elector y arzobispo Baldwin de Trier de la casa de Luxemburgo. Su hermano, el rey Enrique VII, conde de Luxemburgo y rey romano-alemán desde 1308, le había prometido las ciudades imperiales de Boppard y Oberwesel, dos de las alrededor de veinte ciudades y pueblos establecidos en el Rin entre Bingen y Coblenza en los siglos XIII y XIV que tenían derechos de ciudad y libertades similares. No todos esos derechos de ciudad se tradujeron en un desarrollo urbanístico efectivo, pero en casi todos esos lugares quedan restos más o menos extensos de las fortificaciones hasta el día de hoy.
Boppard y Oberwesel se resistieron durante mucho tiempo a la integración en un estado territorial moderno. Boppard libró batallas por la libertad de la ciudad en 1327 y 1497. La lápida en la iglesia carmelita de Boppard del caballero Sifrid de Schwalbach, que cayó en 1497, es un testimonio de esta lucha por las libertades locales que estalló por última vez en la Guerra de los Campesinos Palatinos de 1525. El castillo de la Ciudad de Boppard, construido por Balduino de Tréveris en 1340, sin embargo, es un monumento de la supresión de la autonomía urbana por parte de los príncipes territoriales.
Dado que los territorios de los cuatro electores renanos se encontraban muy próximos en el Rin medio, estas ciudades han sido sede de innumerables eventos históricamente importantes, como dietas imperiales, dietas electorales, elecciones reales y bodas principescas. El más importante de estos eventos fue la Declaración de Rhense en 1338. Boppard fue visitado con especial frecuencia por los reyes y emperadores alemanes. Luego, los gobernantes residían con su séquito en el Königshof ("Corte Real"), fuera de la puerta de la ciudad. Bacharach fue miembro fundador de la Liga de Ciudades del Rin en 1254. El rey Luis IV el bávaro residía en Bacharach en ese momento.
El Volto Santo pintado en la iglesia local de San Pedro es testimonio de la reverencia que Luis tenía por el arquetipo de Lucca y el intercambio cultural entre la Italia imperial y el Rin medio.

### Período moderno
El landgrave Felipe el Magnánimo de Hesse introdujo la doctrina de la Reforma en el área de Katzenelnbogn en 1527. En 1545 la Reforma llegó al área del Electorado del Palatinado a través del Elector Federico II.
La guerra de los Treinta Años estalló en 1618 a partir de la lucha entre católicos y protestantes y las tensiones políticas en el Imperio alemán. Francia, España y Suecia intervinieron. Cuando se reestableció la paz en 1648, el país estaba económicamente arruinado y la mitad de la población había muerto a causa de los combates, las enfermedades o el hambre.
Durante el siglo XVII, el Rin medio fue cada vez más el escenario de un conflicto de larga duración entre Alemania y Francia. Después de la devastación de la guerra de los Treinta Años, la Guerra de Sucesión Palatina provocó en 1688-1692 una mayor destrucción de castillos y fortificaciones que formaban parte de las defensas de las ciudades. La ciudad de Coblenza fue reconstruida en el siglo XVIII y se caracteriza por el estilo del clasicismo temprano.
Después de las Guerras Revolucionarias Francesas, la orilla izquierda del Rin fue anexionada por la República Francesa y más tarde por el Imperio francés. El prefecto Lezay-Marnésia, que residía en Coblenza, comenzó a restaurar el camino de la margen izquierda, que no se había mantenido después de la partida de los romanos y había caído en desuso. También promovió la producción de frutas en el Medio Rin (por ejemplo, el cultivo de cerezas en Bad Salzig, como se practicaba en Normandía). Esto reemplazó en parte a la viticultura, que había disminuido drásticamente a fines del siglo XVIII.

### SigloXIX

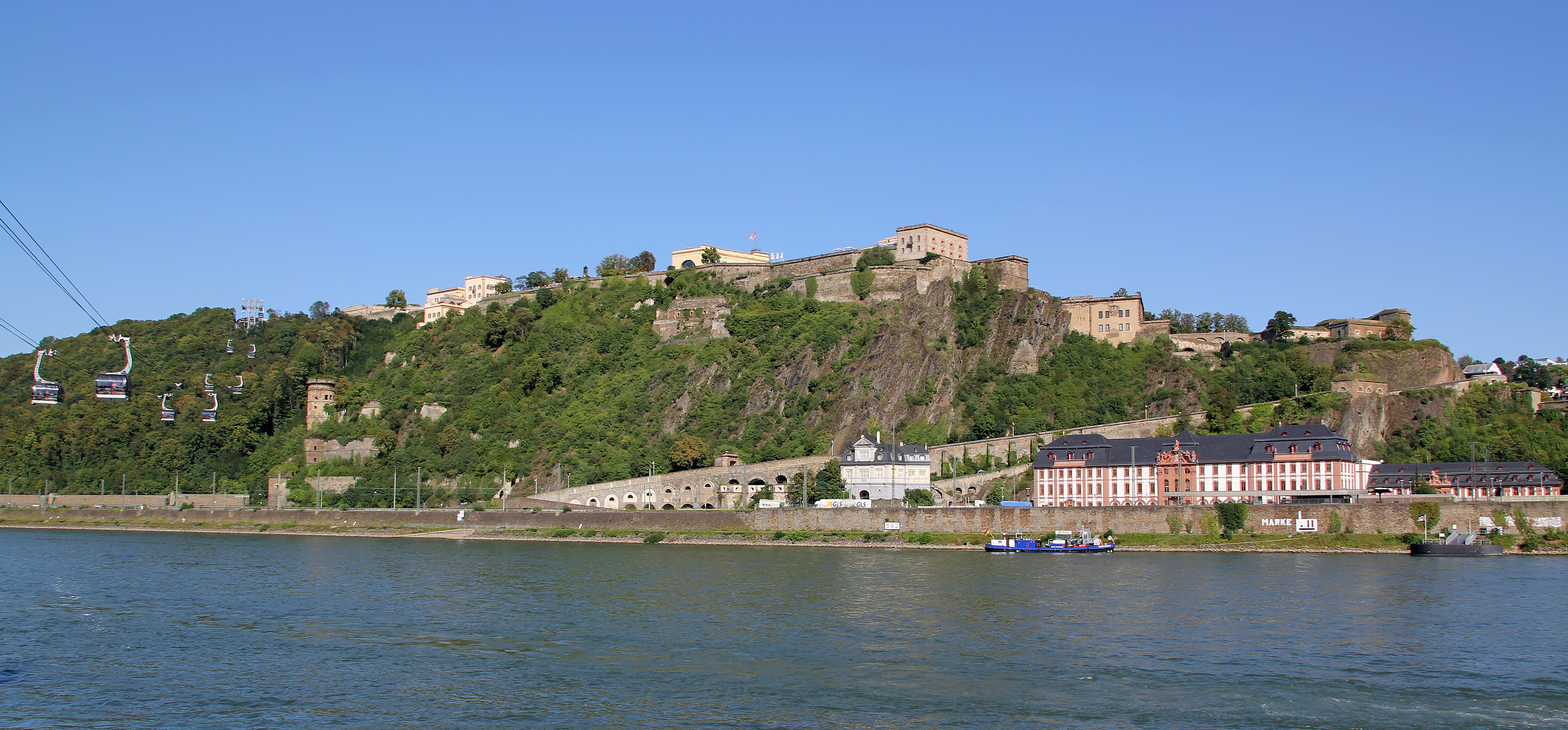
Fortaleza de Ehrenbreitstein en Coblenza

Los franceses incluyeron la zona del Medio Rin en el departamento de Rhin-et-Moselle, con su sede en Coblenza. El nuevo gobierno reemplazó a los príncipes alemanes con gobernantes seculares franceses, abolió el sistema feudal, tomó tierras de la iglesia y la nobleza para revenderlas e introdujo una legislación al estilo francés.
El día de Año Nuevo de 1814, un ejército al mando del general Blücher cruzó el Rin en Kaub. Esto marcó el final del dominio francés, la derrota final de Napoleón y el comienzo del dominio prusiano sobre el Rin medio. En el Congreso de Viena de 1815, Prusia recibió su "Watch on the Rhine" en la orilla izquierda. La orilla derecha estaba en manos de Hesse-Nassau. Prusia se aseguró su supremacía con la construcción de la gran fortaleza de Coblenza a partir de 1817. Después de 1830, la mayoría de los cambios introducidos por los gobernantes franceses fueron abolidos en la provincia del Rin y se recuperaron los antiguos estamentos corporativos (nobleza, ciudades, campesinos). Los nobles retomaron el poder político; la clase media educada casi no tenía influencia política fuera de las ciudades. Después de la guerra austro-prusiana de 1866, Prusia se anexionó de las áreas de Nassau en la margen derecha.
Los barcos de vapor se introdujeron en el Rin alrededor de 1830. Las líneas de ferrocarril se construyeron a partir de 1857. Ninguna innovación condujo a la industrialización en el estrecho valle del Rin. Todavía en 1900, la viticultura dominaba la estructura económica del Rin medio, con sus pequeñas ciudades y agricultura.

### SigloXX

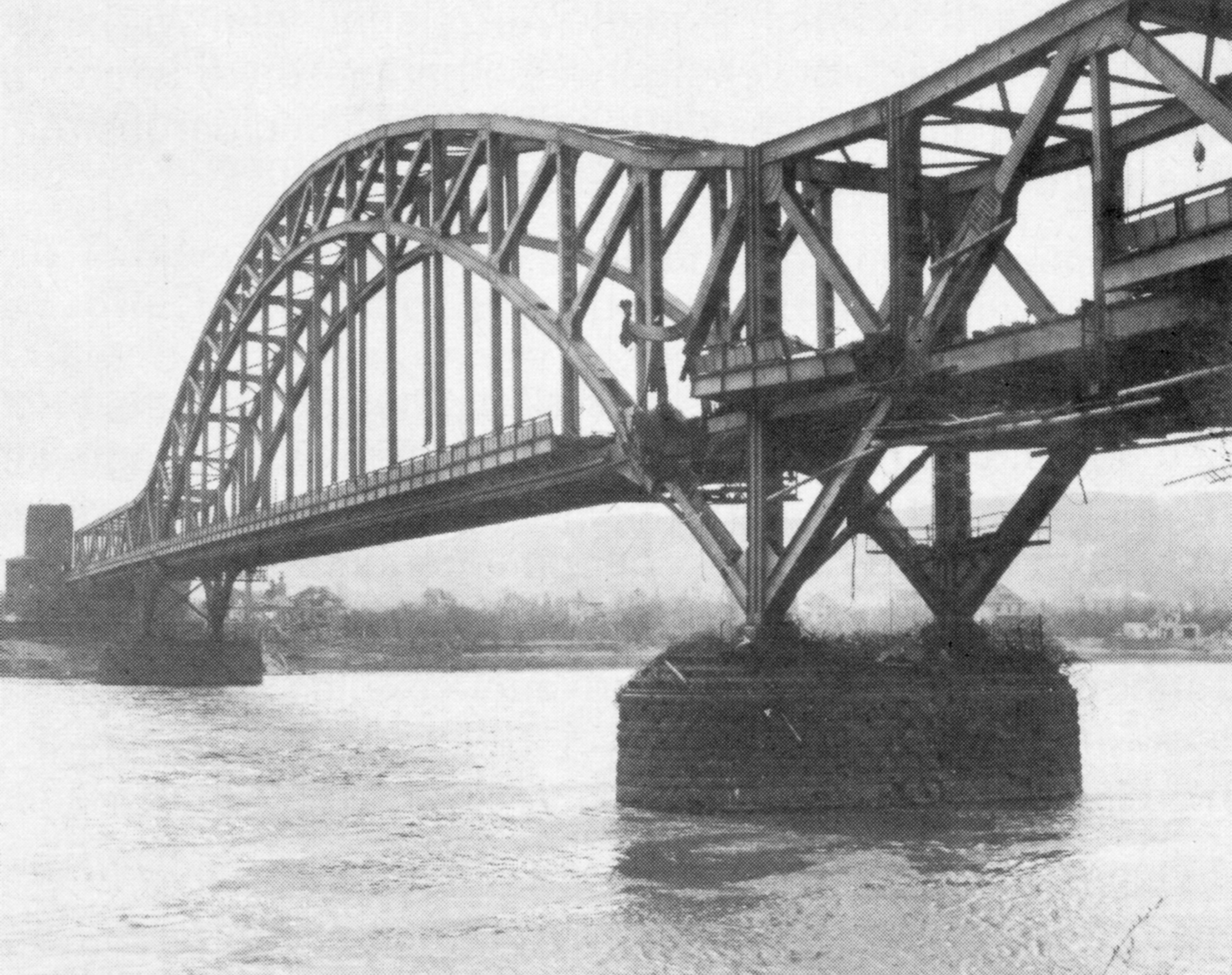
Puente Ludendorff en Remagen, mostrando daños antes de su colapso. (marzo de 1945)

Después del final de la Primera Guerra Mundial en noviembre de 1918, la margen izquierda del Rin, y una franja de 50 km de ancho en la margen derecha, fueron declaradas «zona desmilitarizada». En un principio los estadounidenses administraron este territorio, y después de 1923 los franceses. En Renania, el cambio de monarquía a república pasó casi desapercibido. El plan, en 1923, para construir una República Renana fracasó. Los franceses retiraron sus tropas nuevamente en 1929.
Tras el nombramiento de Hitler como canciller el 30 de enero de 1933, el entusiasmo en el Rin medio fue grande. En muchos lugares, Hitler fue nombrado ciudadano honorario. Los funcionarios judíos y otros no cristianos fueron reemplazados por funcionarios del partido. Los judíos, que habían desempeñado un papel importante en los negocios de las pequeñas ciudades, fueron asaltados y expulsados, algunos de ellos asesinados.
La batalla de Remagen durante la invasión aliada de Alemania resultó en la captura del puente Ludendorff sobre el Rin y acortó la Segunda Guerra Mundial en Europa. Los daños durante la batalla provocaron el colapso del puente el 17 de marzo de 1945, pero solo después de que los aliados se afianzaran en el lado oriental del puente. El 21 de marzo, las fuerzas aliadas habían puesto fin a las hostilidades de la guerra en el Rin medio. Debido al resultado de la batalla, Hitler ordenó una corte marcial que condenó a muerte a los cinco de los oficiales que habían estado involucrados en la defensa del puente.
Los franceses asumieron nuevamente la administración del territorio en su zona de ocupación. A finales de 1946, los estadounidenses crearon el Estado de Hesse en su zona de ocupación; seis meses después los franceses fundaron el Estado de Renania-Palatinado. Aunque algunas áreas se combinaron en los nuevos estados que históricamente no habían pertenecido juntas, rápidamente apareció una sensación de unidad. Sin embargo, el deseo de fronteras estatales más acordes con las fronteras territoriales históricas nunca cesó por completo.

## Sitio del Patrimonio Mundial de la UNESCO «Valle Superior del Medio Rin»
El «paisaje cultural del Valle Superior del Medio Rin» es el estrecho valle del Rin desde Bingen y Rüdesheim hasta Coblenza. El 27 de junio de 2002, la UNESCO incluyó este paisaje único en la lista de sitios del Patrimonio Mundial.

### Criterios para un paisaje cultural
El reconocimiento como "paisaje cultural" requiere, según los términos de los criterios, un espacio paisajístico integrado que tenga una cierta singularidad y donde los humanos experimenten una configuración inusual. En el valle medio superior del Rin, el avance del Rin a través de las montañas renanas creó esa configuración. El valle con sus abruptas laderas rocosas obligaró a los usuarios a crear terrazas, que moldearon el valle a lo largo de los siglos. Estuvo especialmente influenciado por los viñedos en terrazas (desde el siglo VIII), la extracción de esquistos y el monte bajo. La agricultura sólo era posible en las mesetas. El valle es único en su variedad de más de 40 castillos a lo largo de solo 65 km de curso. El valle superior del Rin medio es el epítome del paisaje romántico del Rin y también un eje de transporte tradicional (vía de navegación importante, dos autopistas y dos líneas de ferrocarril).

### Planificación del transporte
Cuando se le otorgó el estatus de patrimonio cultural mundial, la UNESCO señaló que el ruido generado por el tráfico (en particular, por las líneas ferroviarias) era un problema que requería medidas concretas, aunque ninguna fue recomendada ni requerida. Sin embargo, la sección de Rudesheim estaba programada para pasar por un túnel (la construcción comenzó en 2011).
El gobierno del estado de Renania-Palatinado planeaba construir un nuevo puente sobre el Rin medio cerca de St. Goar y St. Goarshausen. Eso debería coordinarse con la UNESCO. El 29 de julio de 2010, la UNESCO anunció a este respecto que antes de continuar con la planificación del puente, se presentará un plan maestro para demostrar la necesidad del nuevo puente y la compatibilidad con el estado del Patrimonio Mundial. Solo consultas posteriores podrían revelar si se evitarían problemas similares a los surgidos con el antiguo sitio Patrimonio de la Humanidad de Valle del Elba en Dresde que ocasionó su desclasificación. A pesar de varias explicaciones del gobierno estatal, los informes que habían otorgado el consentimiento de la UNESCO después de las discusiones en Brasilia resultaron ser prematuros. Según la comisión de la UNESCO, se podría llegar a una decisión en el verano de 2011 como muy pronto.
El teleférico del Rin que se construyó para la muestra Federal Garden Show 2011 en Coblenza también supuso una amenaza para el estatus de patrimonio mundial. Por esta razón, los organizadores de la exhibición de jardines acordaron con la UNESCO un diseño discreto de las estructuras del teleférico y su desmontado después de tres años.

### Castillos
Con escasas excepciones, los castillos del valle del Rin medio se construyeron entre el siglo XII y la primera mitad del siglo XIV. Por lo general, se construyeron en las terrazas intermedias que se crearon durante la formación del valle. En los siglos X y XI, la construcción de castillos había sido un privilegio del rey y de la alta nobleza. Las edificaciones de este período generalmente estaban hechas de madera o tierra apisonada y no han sobrevivido.
El debilitamiento del poder imperial comenzó en el siglo XII y creció el poder de los príncipes. Entre 1220 y 1231, varios derechos importantes (regalía) fueron transferidos tanto a los príncipes del imperio espirituales (Confoederatio cum principibus ecclesiasticis) como a los terrenales (Statutum in favorem principum). A partir de 1273, el emperador pasó a ser elegido por los Electores; en 1356 los feudos imperiales se convirtieron en estados territoriales. Este fue también el período en que se construyeron la mayoría de los castillos. Cuatro de los siete electores del Imperio tenían territorios en el valle del Rin medio. El panorama político era un mosaico, ya que las partes de estos territorios no estaban conectadas. Inicialmente, los castillos sirvieron para asegurar el territorio. A finales del siglo XII, los príncipes descubrieron los ingresos aduaneros como fuente de ingresos y se construyeron algunos castillos para controlar las aduanas. También se construyeron castillos fuera de las ciudades para mantener bajo control las aspiraciones de libertad de los habitantes de la ciudad.
A finales del siglo XIV, se introdujeron las armas de fuego en la zona. Se necesitaban respuestas estructurales, que solo los ricos propietarios de castillos podían permitirse. Muchos castillos perdieron su importancia estratégica ante las armas de fuego en ese período. La mayoría de los castillos declinaron lentamente o fueron abandonados. En la guerra de los Treinta Años, muchos castillos fueron destruidos por las tropas que pasaban. La destrucción final de casi todos los castillos fue provocada por las tropas de Luis XIV durante la Guerra de Sucesión Palatina. Solo se salvaron los altos castillos Festung Ehrenbreitstein, Marksburg y Burg Rheinfels.
Con el advenimiento del romanticismo del Rin después de 1815, se reconstruyeron muchos castillos.

## Viticultura

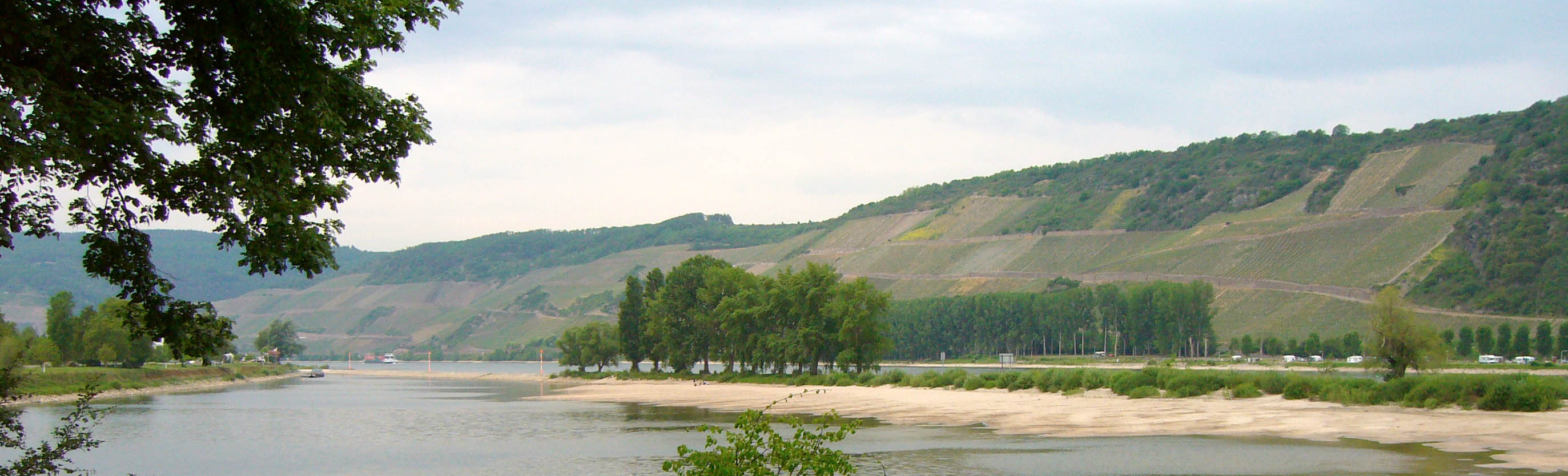
Viñedos en Bopparder Hamm

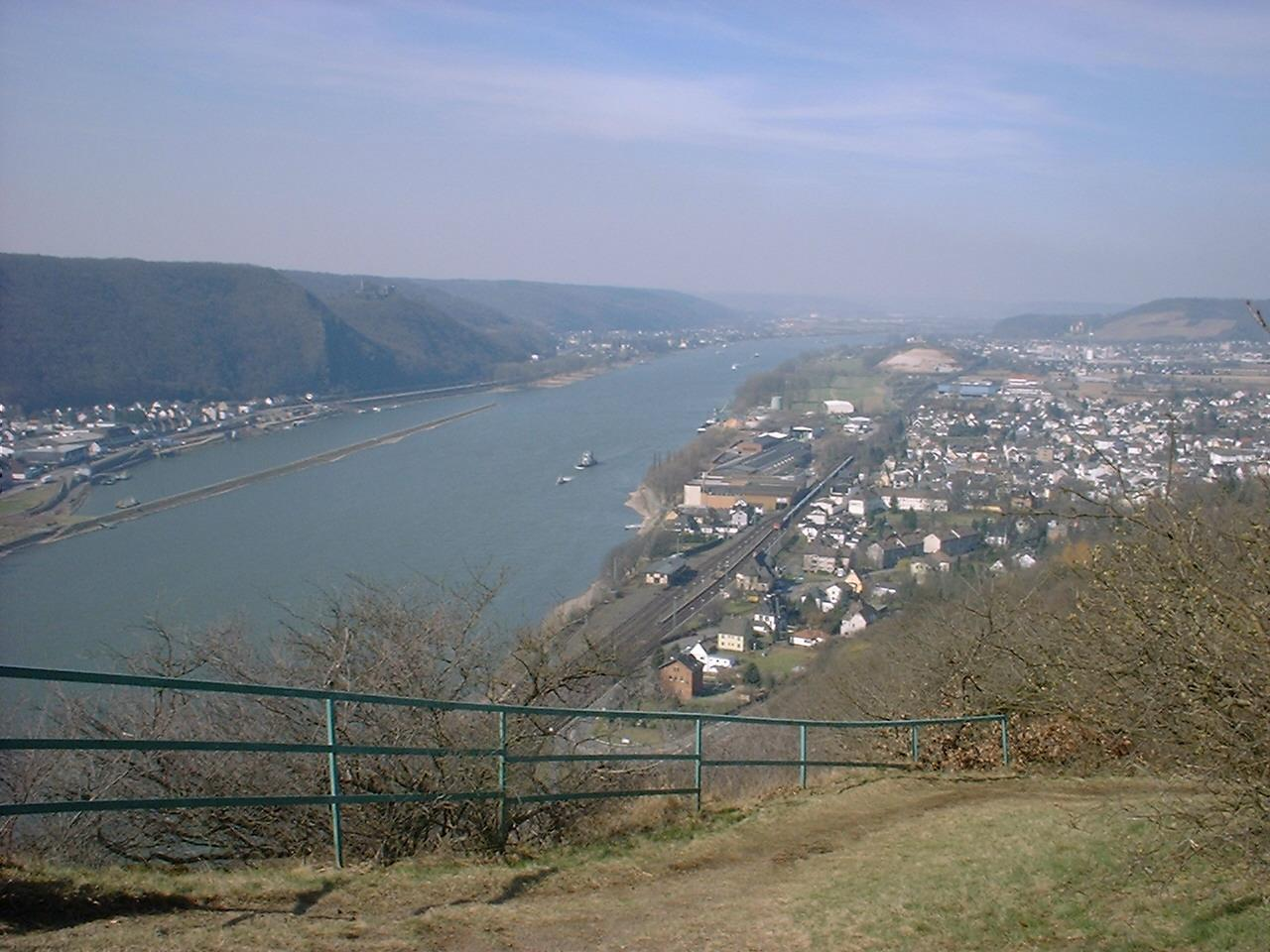
Viñedos y Medio Rin, vista desde Rheinbrohler Ley

La región geográfica del Rin medio es en gran medida idéntica a la región geográfica de la región vinícola del Rin medio, tal como la define la ley del vino alemana como un área específica para el vino de calidad (Qualitätswein bestimmter Anbaugebiete)
Los romanos introdujeron la viticultura en la región. Es decir, la introdujeron en el valle del Mosela y desde allí se extendió al valle del Rin medio durante la Edad Media. Este desarrollo tuvo lugar en cuatro fases desde el siglo XI hasta finales del siglo XIV. Un elemento esencial de este desarrollo fue la nueva técnica de viticultura en terraza. Las vides se empezaron a cultivar en terrazas con pendientes de 25° a 30° y más.
El clima favoreció la producción de vino, ya que tanto el Rin como los suelos erosionados de pizarra y grauvaca funcionan como un acumulador de calor que ayuda a prevenir grandes fluctuaciones de temperatura. Además, las pendientes empinadas funcionan para drenar el aire frío del valle. Esto es particularmente beneficioso para el Riesling de maduración tardía, que a partir de 2010 se cultivaba en aproximadamente el 68% del área total dedicada a la viticultura. Los viñedos en terrazas solían ser mucho más pequeños. La situación actual ha surgido solo después de una concentración parcelaria en la década de 1960. Desgraciadamente, con la desaparición de los antiguos muros de piedra se perdió un valioso hábitat para los microorganismos. Algunas terrazas de estilo antiguo todavía están en uso en el valle del Rin medio. Continúan utilizando la antigua técnica de atar cada vid a un poste separado.

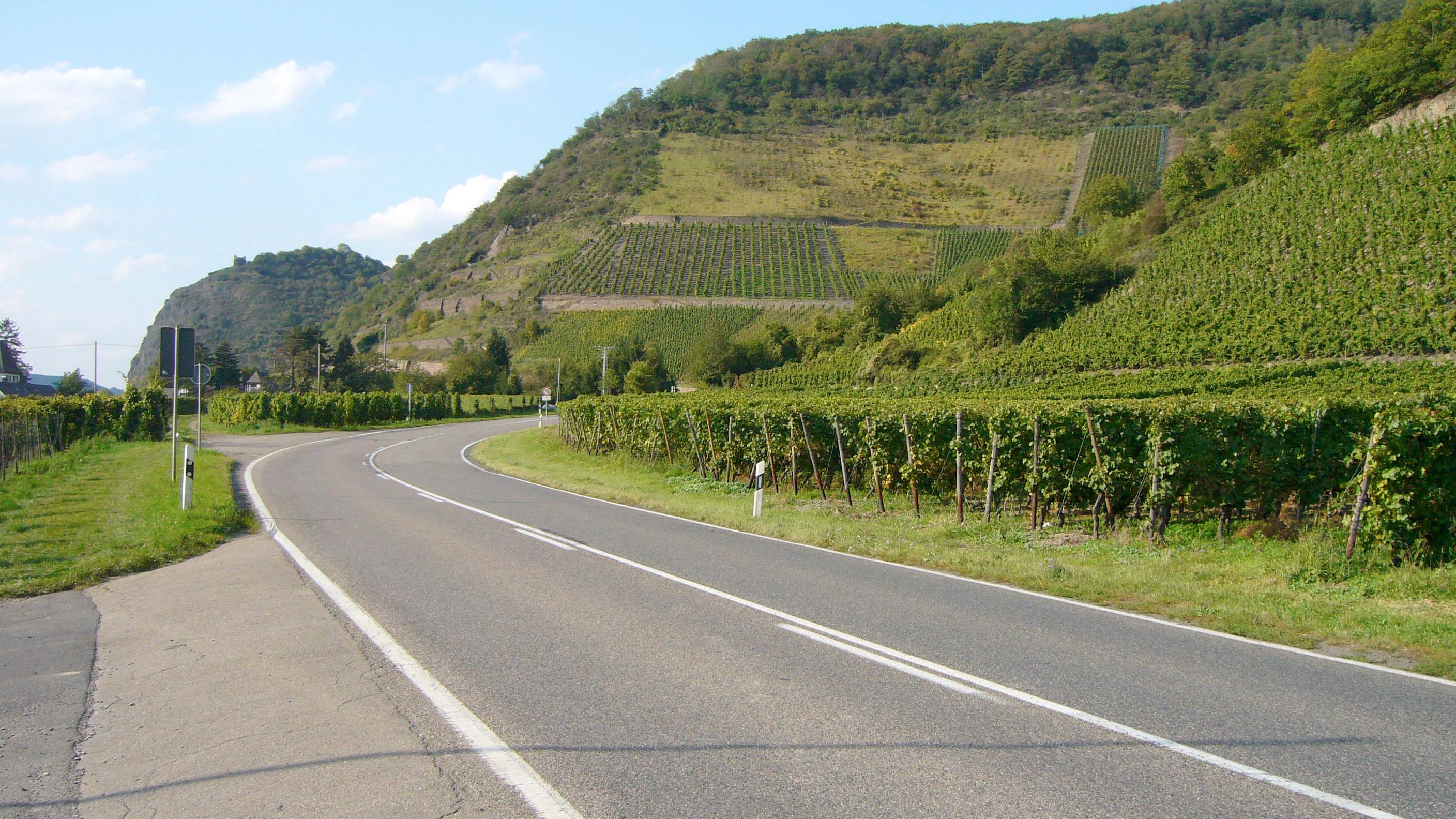
Viñedos cerca de Leutesdorf con las ruinas del castillo de Hammerstein

En la Edad Media, el vino era la única bebida almacenable no germinada para la gente común, ya que la cerveza a menudo era cara y de mala calidad, el agua en las zonas urbanas solía estar contaminada y el café y el té aún eran desconocidos. Una especialidad regional de los cuatro valles alrededor de Bacharach es Feuerwein, un vino tratado especialmente que se comercializaba muy al norte. Ahora se vuelve a fabricar en Posthof en Bacharach. Fue uno de los elementos comerciales dominantes en la Edad Media, fomentado por el Rin como la vía fluvial más importante y por las vías romanas existentes. Era valorado por los hacendados, ya que el cultivo del vino apreciaba el valor de sus tierras. La situación legal, social y económica de los trabajadores mejoró a medida que se necesitaban más y más trabajadores con habilidades críticas. A finales de la Edad Media, la economía floreció y la mayoría de la población dependía de la viticultura. Después de la disolución de muchos señoríos, la propiedad de la tierra se fragmentó y la tierra se dividió en muchas parcelas pequeñas.
A fines del siglo XVI, esta industria estaba en auge. La guerra de los Treinta Años provocó entonces la recesión y el declive. Los precios de la cerveza, del té y del café cayeron, lo que provocó que los márgenes de beneficio del vino se redujeran. Después de 1815, la margen izquierda pasó a ser prusiana y la situación económica mejoró. La unión aduanera alemana de 1839 provocó una fuerte competencia. Muchos granjeros encontraron un trabajo diario y cultivaron vino como una ocupación secundaria. Las nuevas fuentes de ingresos fueron la industria del vino espumoso y los bares de vinos que atendían a los turistas atraídos por el romanticismo del Rin. Después de 1870 los ferrocarriles trajeron nuevos problemas: competencia extranjera más barata y mejor y la llegada de plagas de la vid desde América y Francia (oídio, filoxera, mildiú velloso y polilla de la vid). Pero la causa más profunda del declive fue el cambio de las condiciones socioeconómicas. Hasta el siglo XIX, había habido pocas oportunidades de empleo remunerado en el valle del Rin, por lo que muchos trabajadores emigraban a áreas donde las industrias manufactureras emergentes estaban creando nuevas oportunidades de empleo. La situación económica en la margen izquierda mejoró después de la Segunda Guerra Mundial. Hasta entonces, las únicas industrias de la margen izquierda eran la viticultura y el turismo. En la década de 1960, el 92% de las laderas se consolidó en viñedos más grandes. Sin embargo, la industria del vino declinó aún más debido a la falta de ganancias. En 1950, la región del Rin medio contaba con 1448 ha de viñedos en cultivo.[cita requerida] En 1989 se había reducido en un 53% a 681 ha, y de 1989 a 2009 el área total de viticultura en la región del Rin medio se redujo en un 19% adicional hasta solo 438 ha.

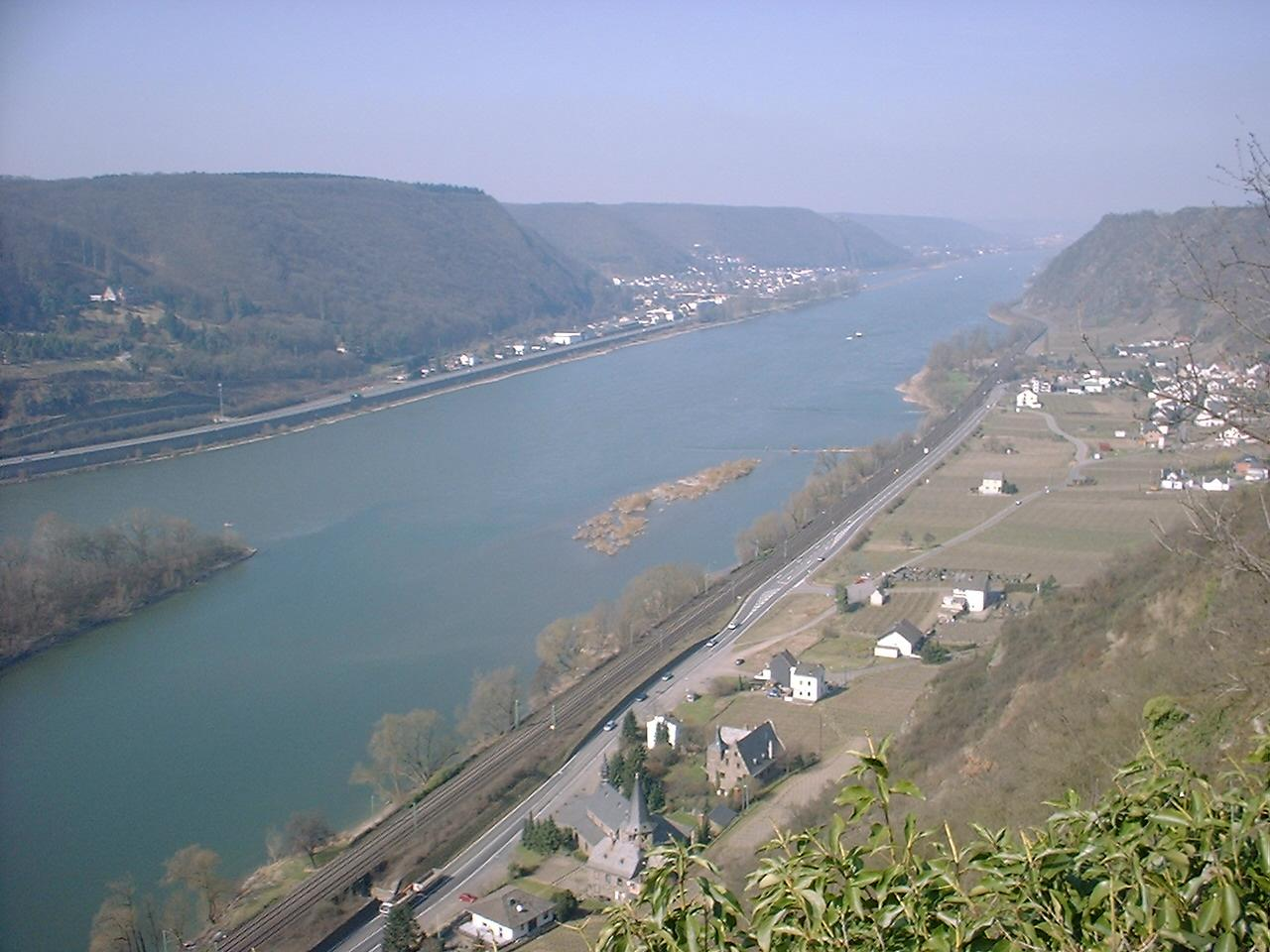
Viñedos y Middel Rhine; vista desde el castillo de Hammerstein

Aproximadamente el 58% del área de viñedos que existía en 1900 se ha convertido desde entonces en un páramo; otro 16% permanece en barbecho del 40 al 80% del tiempo. Quedan unas 480 ha y la tendencia es decreciente: en 2006, solo 380 ha hectáreas de esas 480 ha se utilizaron para cultivar uvas. Los páramos están cubiertos de arbustos y, con el tiempo, volvían a ser bosques. Ese es un gran problema ya que si se quiere conservar el carácter del paisaje, se tendrán que encontrar nuevos usos para las terrazas, o al menos mantenerlas y mantenerlas despejadas. El programa de consolidación parcelaria en el Oelsberg en Oberwesel muestra un ejemplo de éxito de conservación de las terrazas sin mayor movimiento de tierra. Mediante la creación de terrazas transversales y la construcción de un sistema de riego por goteo, las pequeñas parcelas características podrían conservarse para la industria vitivinícola. En Bacharach, se está planificando una transformación suave para facilitar el mantenimiento de los enrejados. Hitos particularmente distintivos, como las capas individuales en Roßstein frente a Oberwesel, o por debajo del castillo de Stahleck en Bacharach, o alrededor del castillo de Gutenfels en Kaub merecen la continuación de la industria para mantener el atractivo del paisaje cultural. Al pie de muchos de los castillos del valle del Rin medio, ahora se encuentran viñedos y matorrales abandonados. La reintroducción de la viticultura restauraría ese idilio de postal tan buscado, en el que el verde claro y de grano fino y el amarillo intenso (en otoño) de los viñedos en terrazas, con sus pequeñas parcelas, contrastan agradablemente con el verde más oscuro del bosque. A pesar de la consolidación de parcelas, el uso de la mecanización es limitado, ya que la mayoría de los viñedos son demasiado empinados para permitir el acceso con tractores de ruedas o vendimiadoras. Esto significa que todo el trabajo aún se realiza manualmente. En consecuencia, los únicos viñedos rentables son los que venden su propio vino embotellado, e incluso ellos necesitan ingresos adicionales que aportan el alquiler de apartamentos o de restaurantes o incluso una granja de avestruces. A la fecha solo quedan 109 bodegas comerciales de las 455 contabilizadas en 1999.

## Turismo

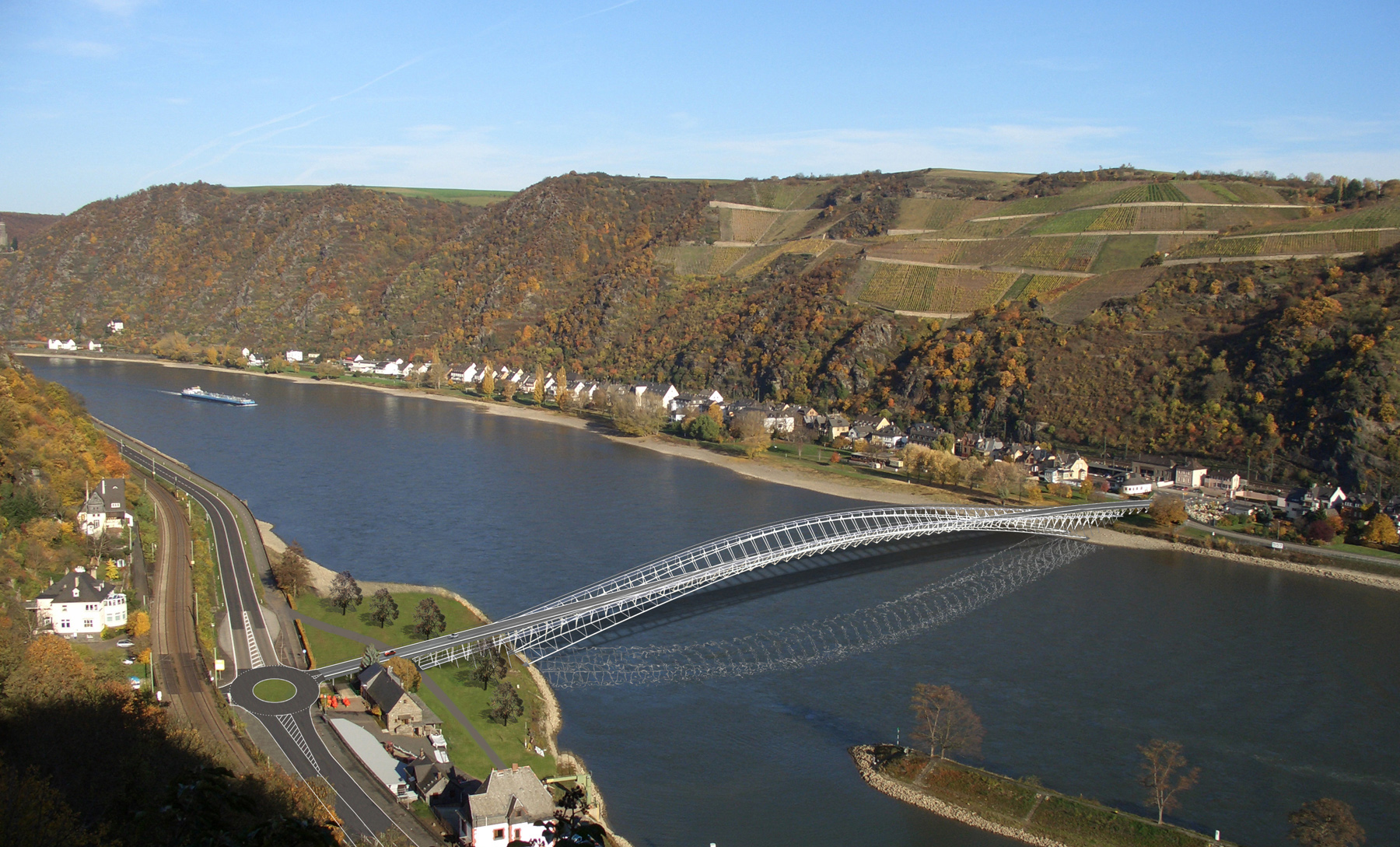
Montaje fotográfico del propuesto puente del Rin medio

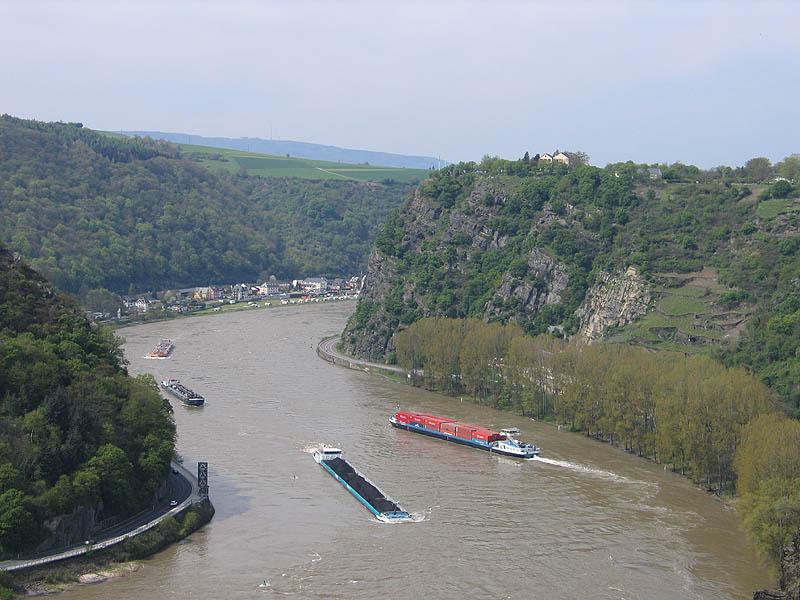
Signal Station en un área de riesgo especial cerca de Loreley

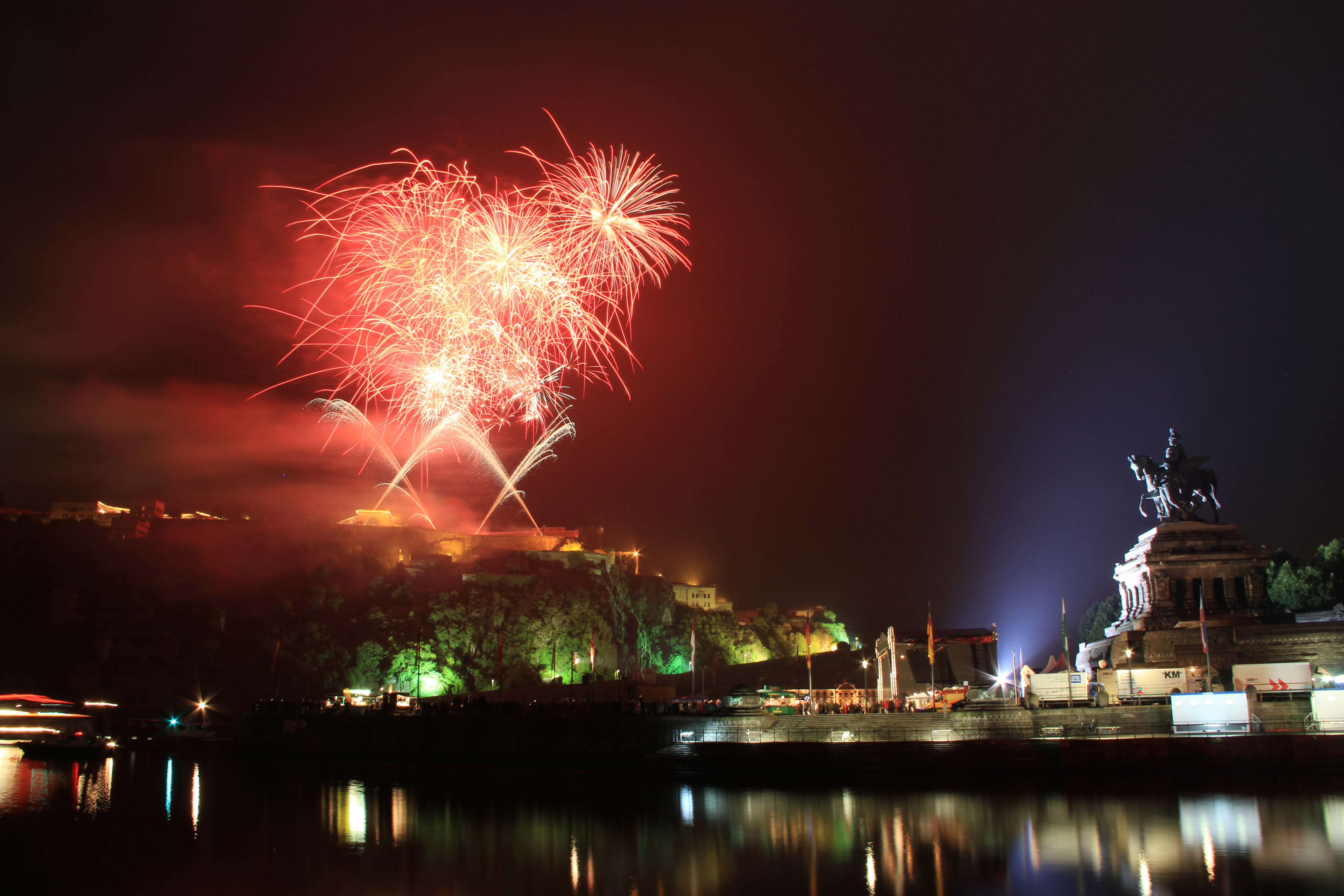
«Rhein in Flammen» en la fortaleza Ehrenbreitstein en Coblenza

Los jóvenes aristócratas británicos en su Gran Viaje a Italia descubrieron el Rin medio en el siglo XVIII. Con el romance alemán del Rin medio también en Alemania comenzó a ser un destino de ensueño. El turismo, que había sido inducido por el romanticismo del Rin, fue propiciado por la compañía Köln-Düsseldorfer, fundada en 1827, y por la construcción del Ferrocarril del Rin Occidental entre las décadas de 1840 y 1870. Esto trajo un nuevo auge económico al área del Rin medio, que continuó hasta bien entrado el siglo XX. El único barco de vapor de paletas que aún queda en el Rin es el Goethe, que circula entre Coblenza y Rudesheim.
Los turistas alemanes y extranjeros nunca perdieron el interés por el Rin medio. Sin embargo, el interés disminuyó notablemente desde la década de 1980. En un intento de hacer más atractivo el Rin medio en el siglo XXI, se abrieron dos nuevos senderos de larga distancia —el Rheinsteig, en el lado derecho del Rin, y el Rheinburgenweg Trail, este en ambos lados del río—, que permiten una experiencia particularmente intensa. del paisaje cultural. Los ciclistas pueden recorrer todo el valle del Rin medio entre Bingen y Bonn en la ruta ciclista del Rin. En la margen izquierda hay un carril bici continuo a lo largo del río, independiente de cualquier camino accesible para automóviles; en la margen derecha, todavía hay algunos pequeños desniveles donde los ciclistas tienen que usar calles regulares.

## Navegación
El Rin es una de las vías fluviales más transitadas del mundo. El Valle del Rin medio es la brecha en las Montañas de Pizarra Renana y forma un cuello de botella debido a sus curvas cerradas y aguas poco profundas. Para mejorar la seguridad de la navegación, se creó el Sistema de Advertencia del Medio Rin (Wahrschau am Mittelrhein), que utiliza señales luminosas para guiar a los barcos a través de los pasajes peligrosos.

### Eventos
- Grandes Fuegos Artificiales Rin en Llamas en varias ciudades del Valle, en mayo, julio, agosto y septiembre;
- Noche culinaria de verano en agosto en Bacharach, Beginner Wine Festival, y en octubre en Posthof Bacharach;
- Maratón del Medio Rin entre Oberwesel hasta el German Corner en Coblenza
- Tal Total el último domingo de junio, valle sin coches entre Bingen/Rüdesheim y Coblenza/Lahnstein
- «Rhine on Skates», último sábado de agosto, recorrido guiado de patinaje en línea desde Rüdesheim vía Lorch (cruzando el Rin en ferry), Coblenza y Lahnstein de regreso a Rüdesheim, una distancia de 135 km, con aproximadamente 1000 participantes (2012)[12]